# リンゴ
リンゴ（林檎、学名: Malus domestica）は、バラ科リンゴ属の落葉高木の一種、またはその果実（図1）のことである。植物学上の和名では、セイヨウリンゴともよばれる。
中央アジア原産であると考えられているが、紀元前から栽培されるようになり、他種との交雑を経てヨーロッパで確立し、現在では世界中の主に温帯域で栽培されている（→#起源と歴史）。2022年時点での世界におけるリンゴ生産量は約9,600万トンであり、国別では中国が約半分を占めている（→#生産）。日本では遅くとも鎌倉時代以降に中国原産の同属別種であるワリンゴ（Malus asiatica）が栽培され、「リンゴ」とよばれていたが、明治時代にセイヨウリンゴが導入され、一般化するに伴ってセイヨウリンゴが「リンゴ」とよばれるようになった（→#名称）。2023年時点では、日本でのリンゴ生産量は約60万トンであり、青森県が約62%を占めている。
秋に落葉し冬に休眠するが、一定の低温を経ることで覚醒して春に萌芽・開花する（→#形態的特徴、→#生理的特徴）。花は白から薄紅色、自家不和合性を示し、同一品種の間では結実しないため、遺伝子型が異なる他品種の花粉を受粉する必要がある。秋にほぼ球形で上下が窪んだ大きな果実が実る。ふつう熟すと果実の表皮にアントシアニンが蓄積して赤くなるが、黄色や黄緑色の品種もあり、特に緑色が強いものは「青リンゴ」ともよばれる。雌しべを包む花托が発達して果肉となり、一般的に歯応えがよく、甘味と酸味がある。
栽培する際には、接ぎ木によって植栽するため、同一の品種は遺伝的に同一のクローンである（→#栽培）。近年では、樹を矮化（わい化）させて栽培することが多い。商品価値のある果実を多数収穫するためには、整枝剪定、病虫害防除、花や果実の間引き、ときに果実の袋かけや回転などさまざまな作業を必要とする。果実の貯蔵性は品種によって異なるが、CA貯蔵など貯蔵技術の進歩によって、早生品種収穫まで前年の晩生品種が出荷されてリンゴは周年供給されている。極めて多数の品種（正確には栽培品種）が作出されており、‘ふじ’、‘つがる’、‘王林’、‘ジョナゴールド’、‘レッドデリシャス’、‘ゴールデンデリシャス’、‘ガラ’、‘グラニースミス’などがある（→#品種）。
果実はふつう生食されるが、アップルパイなど調理用とされたり、ジュースやシードル、ジャムなどに加工されることもある（→#利用）。エデンの園やギリシア神話などリンゴは文化や芸術においても古くから人と関わってきた（→#文化）。またビートルズやAppleなど、現代でもシンボルとされることがある。

## 名称

### 和名
「林檎」は、もともと中国北部原産のワリンゴ（Malus asiatica; 図2）を示す中国名であった。中国では、「林檎」は遅くとも6世紀の本草書に記されており、この名は、果実を食べに鳥が集まることを示す「来禽」に由来するともされる。日本における「林檎」の初出は、深江輔仁が918年に著した薬草に関する書籍、「本草和名」である。平安時代中頃の『和名類聚抄』では、「林檎」に対して「利宇古宇（リウコウ/リウゴウ/リンゴウ）」の読みを記している。江戸時代の『本朝食鑑』によれば、大抵林檎は縄で縛ったような溝があり、そのような形の物を俗に「利宇古(りうご)」と呼んでいたという。中世以降はリンキ、リンキン、リンゴの読みも見られるようになり、近世になるとリンゴの読みが一般的となった。

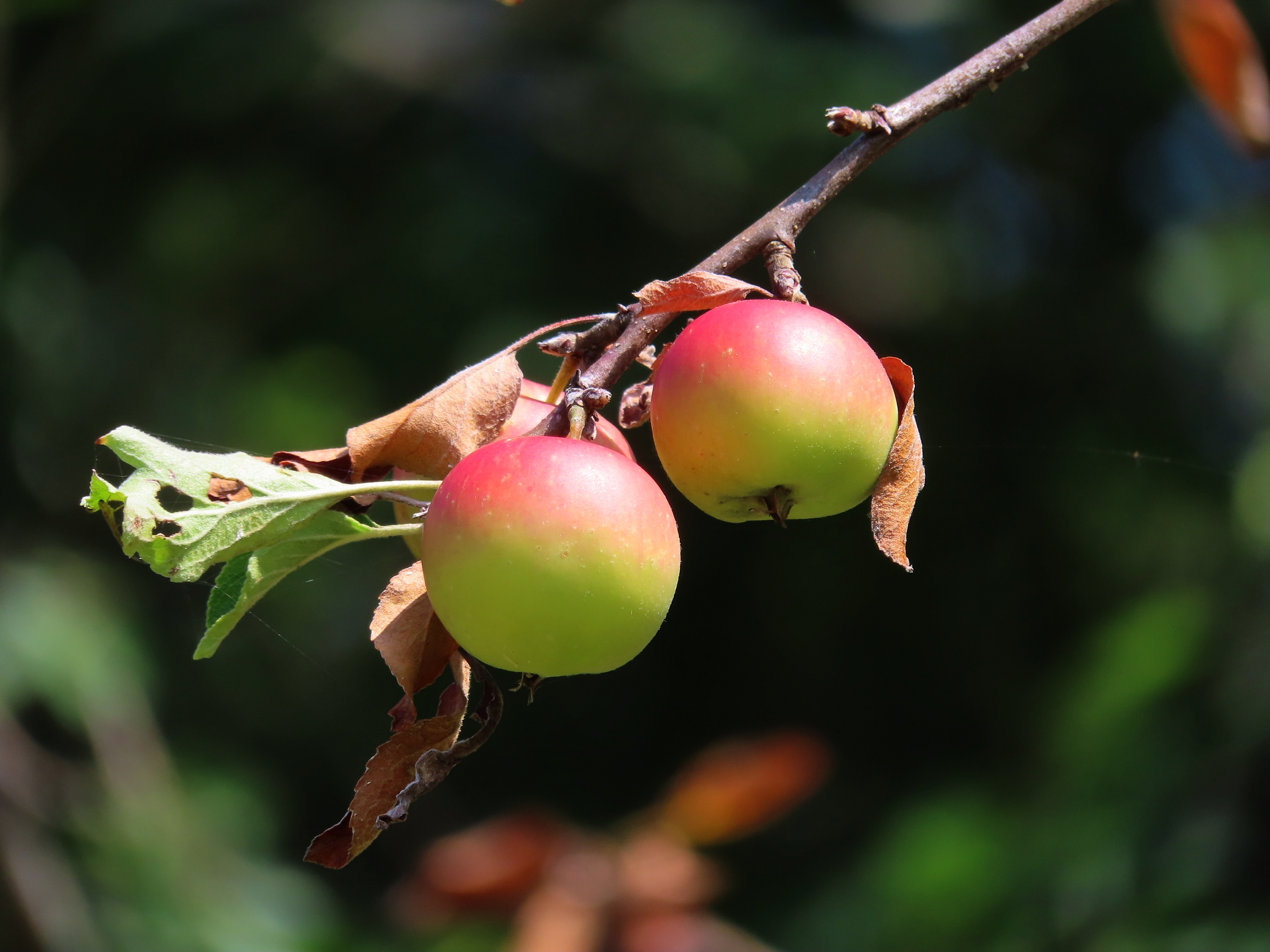
2. ワリンゴの果実

日本において、この「リンゴ」（現在のワリンゴ）は、遅くとも鎌倉時代以降に小規模栽培されていたが、江戸時代になるとある程度一般化していた。1787年（天明7年）には、後桜町上皇が人々に3万個のリンゴを配ったとする記録がある。しかし、明治時代に欧米から Malus domestica が導入され、これが栽培されるようになり、急速に一般化していった。この Malus domestica は、当初は従来のリンゴ（ワリンゴ）と区別してオオリンゴ（大林檎）やセイヨウリンゴ（西洋林檎）、トウリンゴともよばれていたが、やがてこの植物がリンゴとよばれるようになった。これに対して従来のリンゴの栽培は激減し、ワリンゴ（和林檎）またはジリンゴ（地林檎）とよばれるようになった。
中国において、セイヨウリンゴは「苹果」、「蘋果」、「柰」と表記され、日本でも明治から昭和前半にかけて「苹果（へいか）」と表記・呼称されることがあった。青森県りんご試験場（現 りんご研究所）は、1950年までは青森県苹果試験場とよばれていた。

### 学名
セイヨウリンゴの学名は歴史的に長く混乱し、Malus pumila、Malus communis、Malus paradisiaca、Malus sylvestris などの名が用いられていた。Quian  et al. (2010) によって、非合法名であった Malus domestica を保存名とすることが提唱され、2017年の第19回国際植物学会大会で承認された。2024年現在では、セイヨウリンゴに対してこの学名を用いることが多い。種小名の "domestica" は、ラテン語で「栽培化された」などを意味する。

### カラナシ
リンゴを表す古語に「カラナシ」がある。平安時代の『新撰字鏡』や『和名抄』には赤林檎（セイヨウリンゴ）を表す「柰」という字に「奈以(ない)」、「加良奈志(からなし)」という読みが記されている。からなしという読みは「唐から渡来した梨」と意訳したものだと考えられている。1697年の『本朝食鑑』には、昔は柰を「からなし」と読んだが近世は「ふなえ」と読むと記述されている。1709年の「大和本草」では、柰に「リンキン」の読みをあて、ワリンゴを指すものとされており、名称の混乱が見られる。

## 起源と歴史

3. リンゴの起源と伝播: 天山山脈（濃緑部）の西側に分布する が西に運ばれて栽培化され、ヨーロッパにおいて と交雑して現在のセイヨウリンゴが成立した。また東へ運ばれた Malus sieversii（点線）はシベリアリンゴ と交雑してワリンゴ を生み出した。

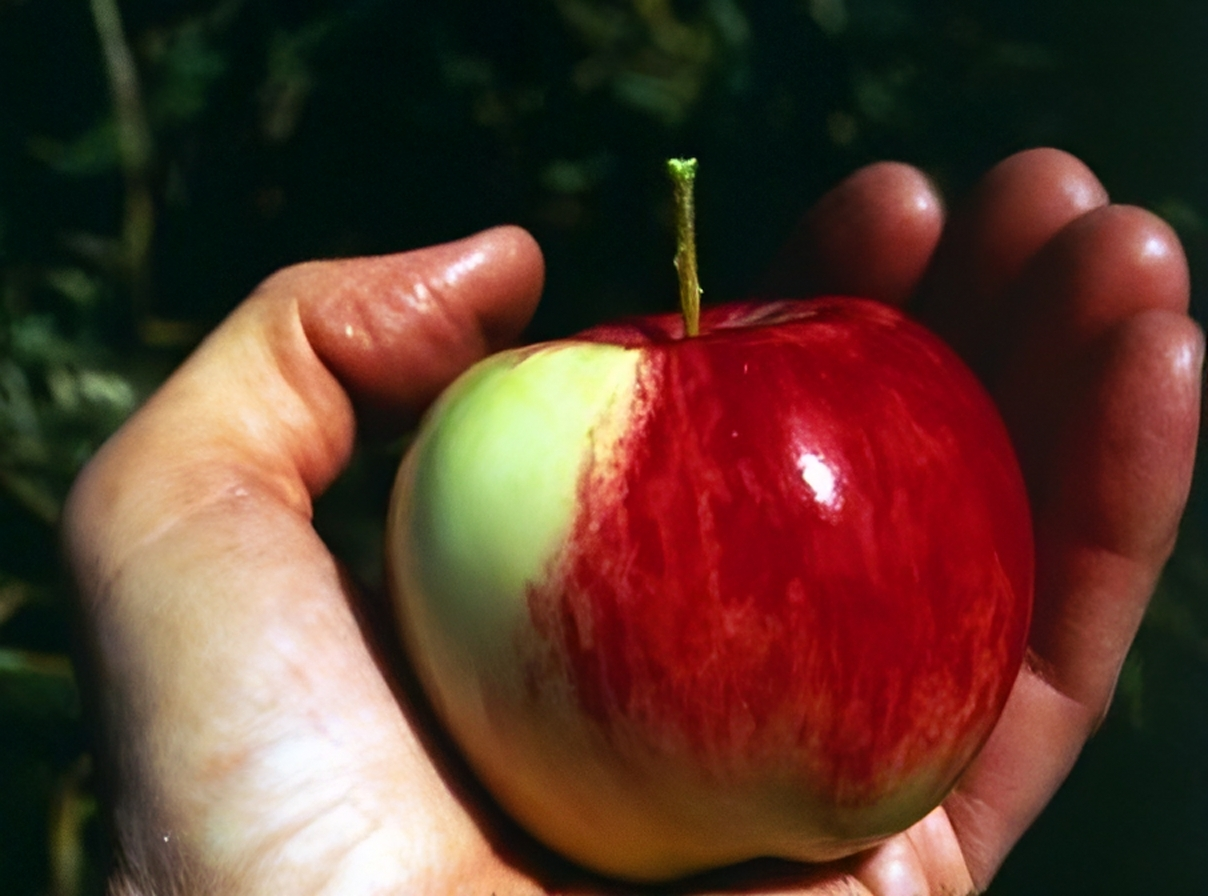
4. セイヨウリンゴの祖先種である の果実

現在栽培されているリンゴ（セイヨウリンゴ）は、中央アジアに起源をもつと古くから考えられていた。リンゴや近縁種のゲノムの比較からは、リンゴは中央アジアに分布する Malus sieversii（図3, 4）に由来することが示されている。Malus sieversii のうち、天山山脈の西側に分布している集団がセイヨウリンゴの起源と考えられており、東側の新疆に分布する集団は関わっていない（上図3）。この付近にあるカザフスタン最大の都市であるアルマトイは、現地語で「リンゴの里」を意味する。この Malus sieversii が栽培化されてシルクロードを通って西へ運ばれ、いくつかの種と交雑したが、特にヨーロッパで Malus sylvestris と交雑することで大きな影響を受け、現在のセイヨウリンゴ（Malus domestica）が成立したと考えられている（上図3）。また逆に、セイヨウリンゴから Malus sylvestris への広範な遺伝子流動も起こっていることが報告されている。起源種である Malus sieversii は柔らかい果肉をもつが、栽培化の過程で果肉が程よく硬いものが選択されてきた。果実の硬さは、食味だけではなく輸送性・保存性の向上にも重要である。また、より甘味が強いもの、酸味が弱いものが選択されてきたことが示されている。祖先種である Malus sieversii はもともと野生リンゴの中で最も大きな果実を形成する種であるが、栽培の過程でより大きな果実へと進化する緩やかな選択圧があったことが示唆されている。炭化した"リンゴ"の遺物は約8,000年前のアナトリアの遺跡から見つかっており、また約4,000年前のスイスの遺跡からは大小2種類の"リンゴ"の遺物が報告されている。
ペルシア帝国では果樹園がつくられ、リンゴは贅沢品として扱われ、最高のものはジョージア（グルジア）産とされていた。ギリシア時代には、テオプラストス（紀元前3–4世紀）がリンゴの野生種と栽培種を区別しており、栽培法や接ぎ木について記している。ローマ時代にもリンゴは贅沢品として果樹園で栽培され、大プリニウス（紀元1世紀）はリンゴに23品種があることを記している。典型的なローマ人の食事は卵料理で始まり果物で終わったことから、ラテン語の「卵からリンゴまで (ab ovo usque ad mala)」が「最初から最後まで」を意味していた。また、カエサル（紀元前1世紀）はブリタニアに侵攻した際に、原住民が野生リンゴを発酵させてシードルを醸造していることを見つけ、これをローマに持ち込んだ。ローマ帝国の拡大に伴って、リンゴ栽培はスペイン、フランス、ブリタニアに広がり、フランス南東部に残るモザイク画には、リンゴの接ぎ木から収穫までが描かれている。中世になるとヨーロッパではリンゴ栽培は一時的に衰退したが、修道会などでリンゴの栽培が続けられた。カール大帝（8–9世紀）は、御領地令においてさまざまな植物とともにリンゴを植えることを命じており、その中には甘いもの、酸味があるもの、貯蔵性が良いもの、早生などさまざまな品種を記している。やがて13世紀になるとリンゴ栽培は再び盛んになり、現在まで続く品種が現れるとともに、徐々に一般的なものになっていった。また、16世紀に生まれたプロテスタントはリンゴを好み、プロテスタントの広がりはリンゴ栽培を広げた。リンゴの品種改良も進み、17世紀には少なくとも120品種が記録されている。16–17世紀以降には、ヨーロッパ諸国の海外進出に伴って、リンゴは南アフリカ、北米、南米、オーストラリアなどに広がっていった。北米東海岸では雨が多い気候のためヨーロッパから持ち込んだ多くの品種は接ぎ木などでは育たず、播種されて実生から育てたものが増えていき（リンゴの種子からは、親品種とは異なるさまざまな特徴をもつ子孫が生まれる）、その中には現在でも利用されている優れた品種が多く含まれている。
セイヨウリンゴの基となった Malus sieversii は東へも運ばれ、シベリアリンゴ (Malus baccata) と交雑してワリンゴ (Malus asiatica) やイヌリンゴ (Malus prunifolia) が生まれたと考えられている（上図3）。ワリンゴは中国で古くから栽培され、多数の品種も作出されていた。しかし、19世紀半ばになると中国にもセイヨウリンゴが導入され、商業的に生産されるリンゴのほとんどがセイヨウリンゴとなった。中国におけるリンゴ（セイヨウリンゴ）生産は1980年代以降に増加し、2022年時点では世界総生産の約半分を占めるに至っている。
日本では、遅くとも鎌倉時代ごろに中国から導入したワリンゴが栽培され、リンゴ（林檎）とよばれていた。しかし、江戸時代末ごろから、日本にもセイヨウリンゴか持ち込まれるようになった。1854年（安政元年）に、米国からもたらされた「アッフル」が加賀藩下屋敷（板橋宿）にて栽培され、翌年に実をつけたために食用とされたことが、当時の加賀藩士の記録に残っている。藩主（前田斉泰）から「小さな餅に塗って食べるように」と言われて近習らはそのようにしていることから、ジャムにして食したものと考えられている。文久年間（1861–1863年）には、福井藩主で幕府政事総裁職であった松平春嶽が米国産のセイヨウリンゴの苗木を入手し、それが江戸郊外巣鴨の福井藩下屋敷にて栽培されていたともされる。また、明治初年に北海道函館に入ったドイツ人のR・ゲルトナー（ガルトネル）がもたらしたともされる。
1871年（明治4年）、北海道開拓使の次官であった黒田清隆は、米国から多数の果樹の苗木を持って帰国した。この中には、‘国光’（原名: ‘Ralls Janet’）、‘紅玉’（‘Jonathan’）、‘柳玉’（‘Smiths Cider’）、‘倭錦’（‘Ben Davis’）、‘紅魁’（‘Red Astrachan’）などリンゴの75品種が含まれており、これらは東京青山の官園などで育成され、北海道にも送付された。1874年（明治7年）以降は、内務省がリンゴ苗木を全国に配布した。1875年（明治8年）には、前田正名がフランスから108品種を導入したが、多くは日本の雨の多い環境には合わなかった。このように日本におけるセイヨウリンゴの商業栽培が始まり、急速に一般化していき、ワリンゴに代わってセイヨウリンゴがリンゴ（林檎）とよばれるようになった（上記参照）。

## 形態的特徴
落葉小高木から高木であり、高さ2–15メートル (m)、幹の直径5–30センチメートル (cm) になる（下図5a）。一般的に、主幹、主枝、亜主枝、側枝からなる。栽培下では、作業を容易にするために樹高を低く仕立てられることが多い。樹皮は暗灰色から灰褐色、古くなると不規則に剥がれる（下図5b）。一年枝は暗褐色から赤褐色、密に軟毛があるが、やがて無毛になる（下図5c）。小枝には、白い皮目が目立つ（下図5c）。冬芽は卵形から円錐形、長さ3–4(–5)ミリメートル (mm)、暗赤色から紫色の芽鱗で覆われ、軟毛が密生し、枝先の頂芽は側芽より大きい。葉痕はV字形、維管束痕が3個つく。葉の芽中姿勢は片巻き状。
葉は単葉、長枝に互生し、また短枝に束生する。托葉は早落性、披針形で先端はとがり、長さ 3–5 mm（下図6a）。葉柄は長さ 10–35 mm、白い毛が密生または散生（下図6）。葉身は厚くシワが目立ち、楕円形から卵形、(2–)5–13 × (1–)3–6.5 cm、最大幅は基部側から中央付近、葉縁に鈍い鋸歯または不整の重鋸歯があり、基部は広楔形から円形、先端は鋭頭または鈍頭、表面（向軸面）は濃緑色で初めは白い綿毛があるがのちに無毛、裏面（背軸面）は緑白色で軟毛が密にある（下図6a, b）。秋になるとふつう黄葉して落葉する（下図6c）。
北半球では花期は4月から5月、ふつう短枝の先端、ときに葉腋に花序（花叢ともよばれる）をつける。花序は、花序軸に相当する果台、そこから散形状に生じる中心花と2–7個の側花、花序軸についた数枚の葉（果台葉）からなり（下図7a）、またときに果台葉の葉腋から枝（果台枝、副梢）が出る。つぼみは紅色、葉の展開と同時または少し遅れて開花する（下図7a, b）。小苞は早落性、糸状、長さ 5–7 mm。花柄は長さ 10–25 mm、軟毛が密生する（下図7a, b）。花は直径 30–40 mm、花托に綿毛がある（下図7b, c）。萼片は5個、開花時に反り返り、披針状三角形から卵状三角形、長さ 6–8 mm で花托（萼筒）長と同程度かそれより長く、先端は尖鋭形、表面に綿毛が密生する（下図7b, c）。花弁は白から淡紅色、5個、倒卵形、長さ 15–25 mm、爪長 1 mm、縁は全縁、先は丸い（下図7c）。雄しべは約20個、長さ 9–10 mm、裂開する前の葯は黄色（下図7c）。柱頭は緑色、花柱はふつう5個、長さ 9–10 mm、雄しべよりわずかに長く、灰色の腺毛が密生、長さの半分以下基部側で合生し、子房は花托に包まれ下位、5室で中軸胎座、各室は2個の胚珠を含む（下図7c）。
果期は品種により異なるが、北半球では7月から11月。幼果のときには表面は有毛（下図8a）、気孔が機能して光合成も行うが、やがて脱毛して気孔の痕はコルク化して果点となる。果実はナシ状果（いわゆる"芯"の部分（果心）が子房に由来する真の果実におおよそ相当し、それを囲む花托（花床とも）に由来する部分が可食部になる; 仁果ともよばれる）であり（下図8c, d）、成熟すると球形から扁球形や円錐形、直径 20-120 mm、皮にはふつうアントシアニンが蓄積して赤色でときに縞状や斑点状に着色するが（下図8b）、品種によっては緑色から黄色になり、また表面はロウ質または粉を吹いたようになる。‘ジョナゴールド’など一部の栽培品種では、果実がリノール酸やオレイン酸など不飽和脂肪酸を分泌し、果皮のロウ質物質が溶けて脂ぎってベト付くようになることがあり、「油あがり」とよばれる。また皮の一部がコルク化してざらついた褐色になることがあり、「さび」または「しぶ」とよばれる。果実の上下が窪んでおり、果柄（つる、梗）がつながるくぼみは「こうあ部（梗窪部、つる元）」、その反対側の萼が残っているくぼみは「がくあ部（萼窪部、ていあ部（蒂窪部）、花止まり）」とよばれる（下図8c）。果肉（子房を包む花托に由来する）は石細胞を欠き、ふつう黄白色から黄色であるが（下図8c, d）、アントシアニンを含んでピンク色から赤色を呈する品種も存在する。
完全に受精が起こると、果実中には10個以上の種子が形成され、種子は淡褐色、長さ約 8 mm（上図8c, 下図25）。受粉・受精が不完全であると種子数が少なくなり、果実の形が崩れたものになる。染色体数は 2n = 34、ときに51（三倍体）または68（四倍体）。

## 生理的特徴
リンゴは日当たりを好む陽樹である。冷涼な温帯域を好むが、一部の品種は亜熱帯から熱帯域で栽培可能である。肥沃で適湿、砂質、ローム質、または粘土質の土壌を好む。リンゴは、ふつう下記のように芽の自発休眠打破のために一定の低温を必要とし、またそれ以外の季節では極端な低温がないことで生育可能であり、これらを満たせば南北緯度30°から50°の広範な地域で栽培可能である。ただし、一般的に果実成熟期の気温が25°C以上になると、果実の着色不良や果肉の軟化などの問題が生じる。ほとんどのリンゴは栽培下にあるが、野生化したものもあり、鳥や哺乳類が散布した種子や、人が廃棄したリンゴに由来する。このような野生化したリンゴは、苦味・酸味がある小さな果実をつけることが多い。

### 成長

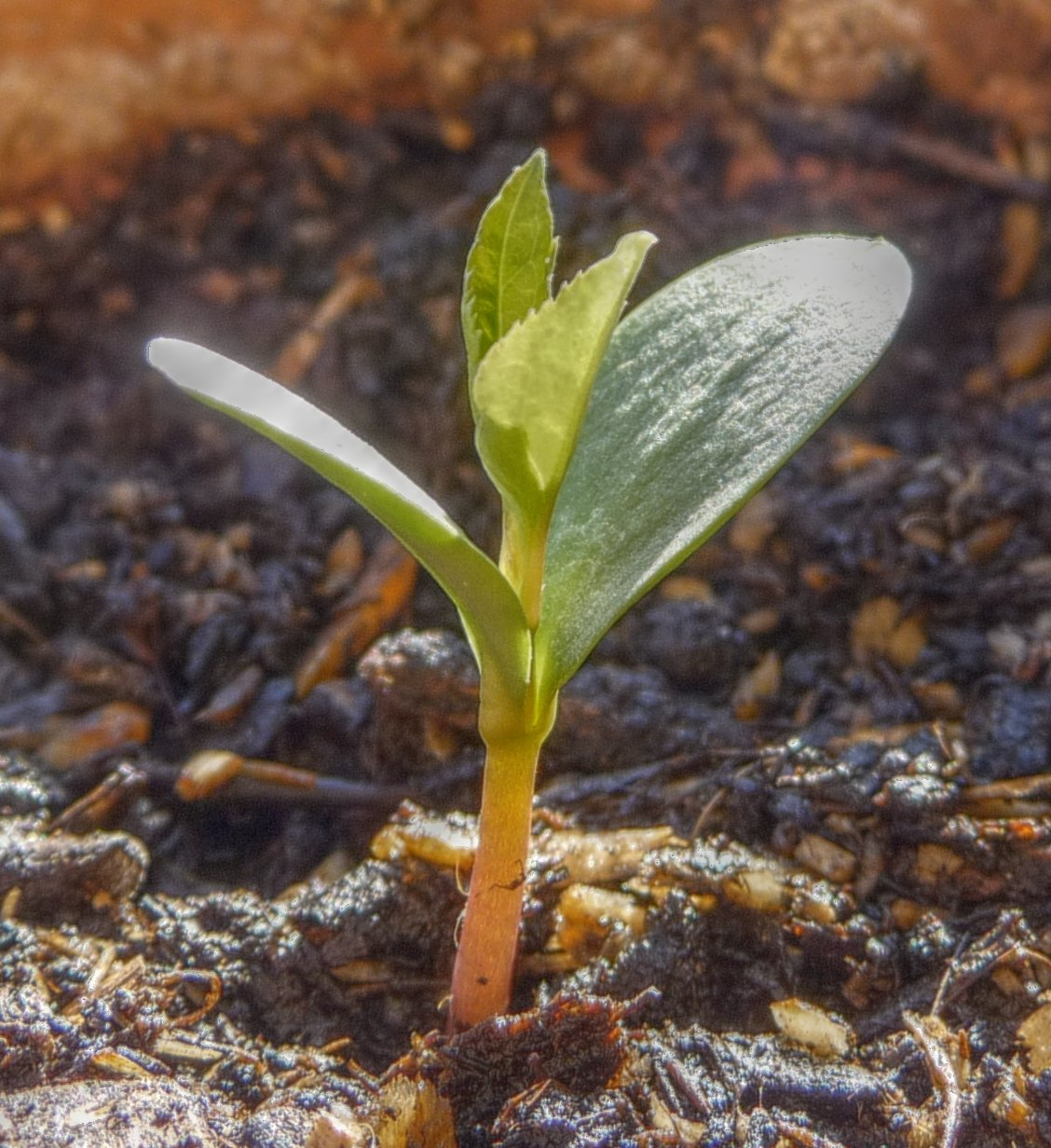
9. リンゴの実生

種子から発芽した実生（図9）は、ふつう数年間は花芽をつけずに栄養成長を行う幼若期にある。その後、花をつけて着果する成木期に移行し、場合によっては100年以上も着果する。ただし、栽培下ではふつう成木期にある穂木を接ぎ木して栽培するため、通常は1–2年で花芽をつける。
リンゴは単軸成長を行い、新梢は茎頂に花芽を分化させるまで葉を分化し続ける。新梢の伸長はふつう7–8月に停止するが、再び頂芽が伸長することもある（二次成長とよばれる）。一般的に、新梢の長さが樹勢の強弱を示す指標となる。新梢の伸長期間や長さは、品種特性、台木特性、植物ホルモン、栄養状態、光条件、温度、土壌などさまざまな要因が関係し、また栽培下では整枝剪定、施肥などの栽培管理による影響も大きい。新梢成長の初期には貯蔵養分を利用しているが、やがて葉の光合成でつくられた光合成産物と根で吸収した無機養分を利用した成長に移行する。

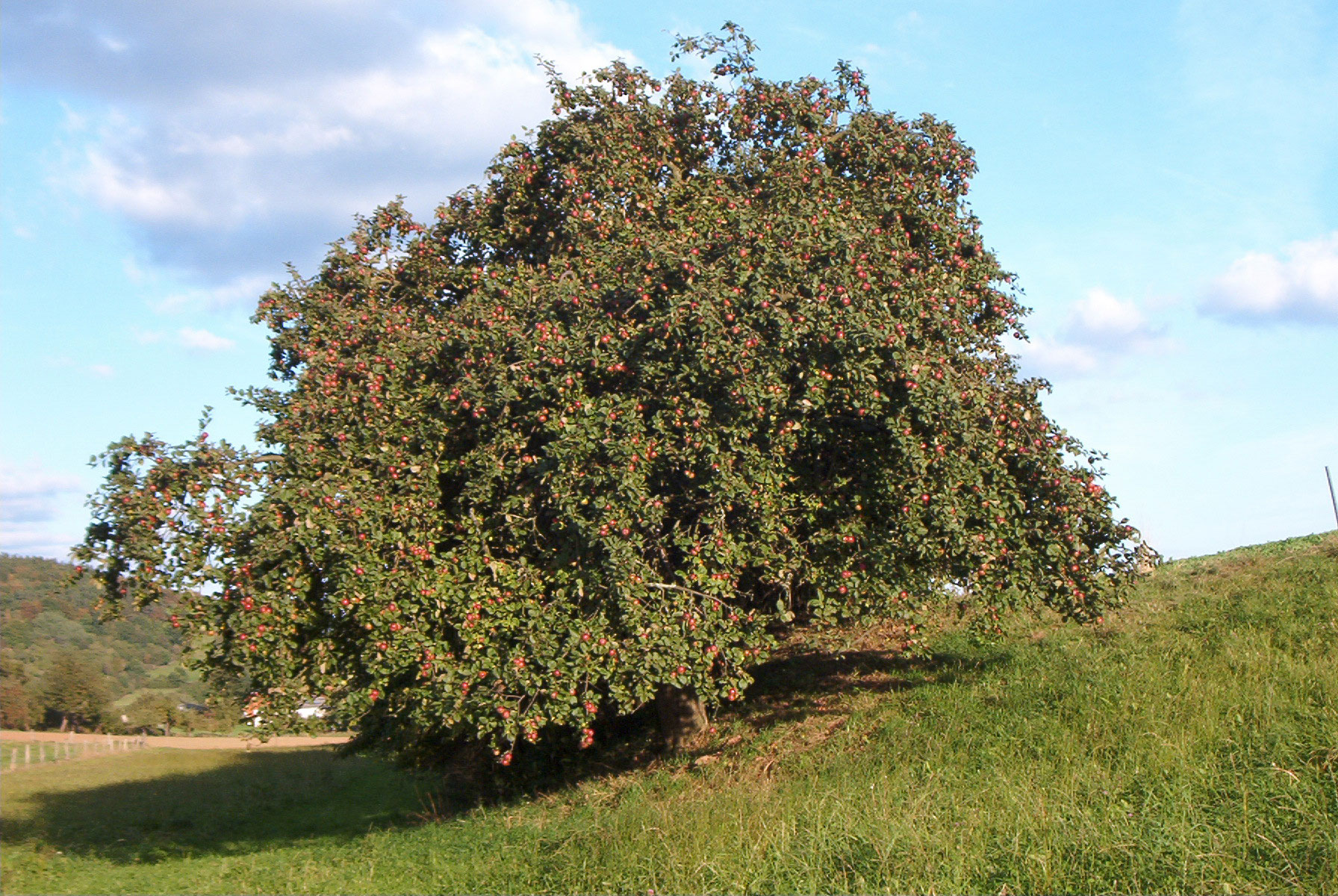
10. リンゴの樹

新梢の成長は頂部優勢を示し、ふつうは枝の上部にある頂芽や腋芽から伸びた枝が長く成長し、下部の芽に由来する枝は短いかほとんど成長しない。このような成長の繰り返しによって樹形が形成されるため、無剪定では側枝が発達して開心形のような樹形になる（図10）。ただし、品種の中には新梢があまり成長しないものもある（カラムナータイプなど）。
リンゴの葉の光合成速度は、600–1,200 µE/m2/s の光強度で 12–19 µmol/m2/s である。光合成速度は朝から徐々に高くなり、昼頃から温度や水分ストレスによって徐々に低下する。純同化率は最大で 5 g/m2/day であり、果実収量では約 12 t/10a になるが、さまざまな生理的・環境的要因の影響を受けるため、生産量を高めるためには葉面積指数や光環境を最適化する必要がある。

### 休眠

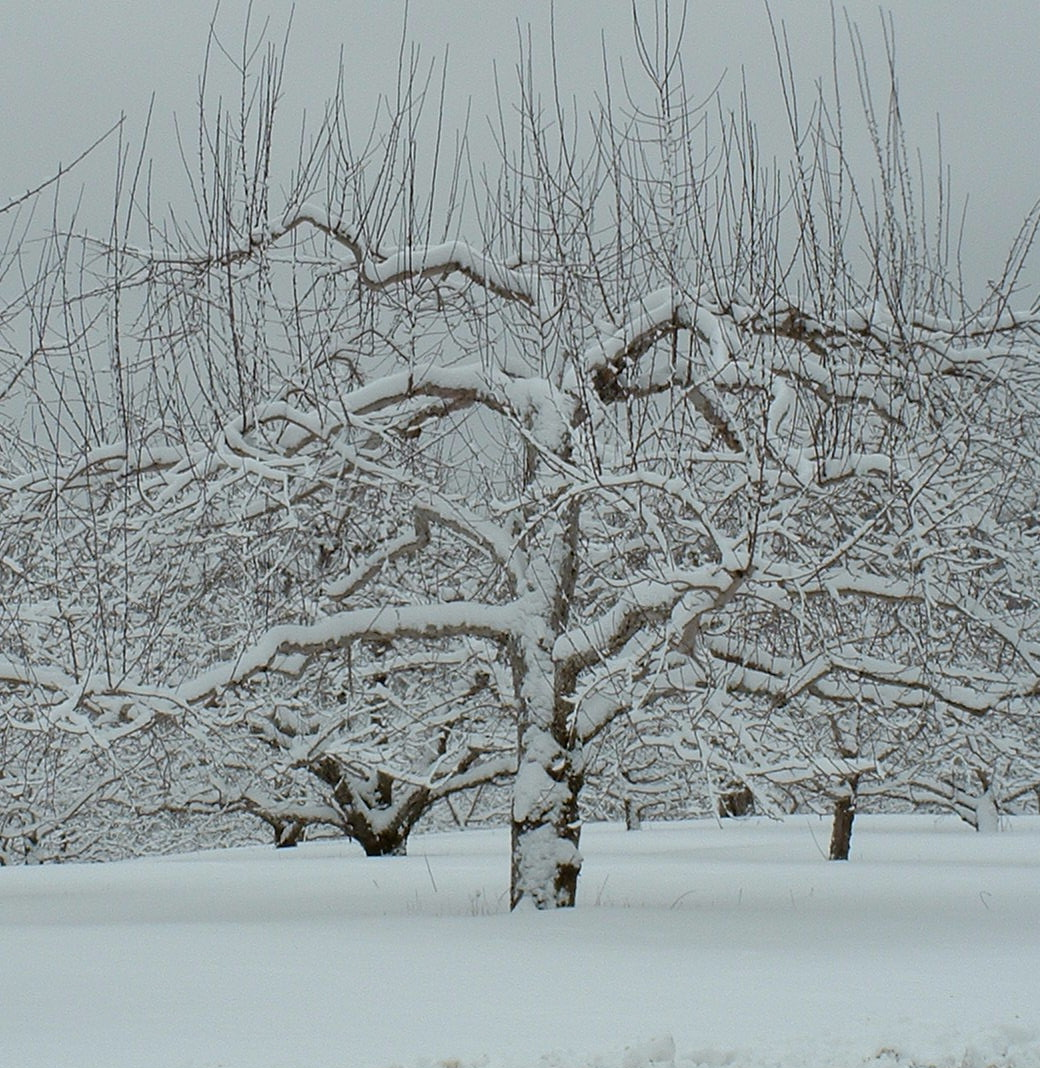
11. 雪中のリンゴ

リンゴは落葉樹であり、秋に落葉して休眠状態に入り、耐寒性が増加して越冬する（図11）。日本では、芽は9月頃に自発休眠期に入り、11月初旬に最も深く休眠する。その後の低温の蓄積によって、自発休眠は打破される。自発休眠打破に必要な低温は、温度によって異なる値（0°Cで0.3、7.2°Cで1、15°Cで0、それ以上で負の値など）の積算値（チルドユニット）によって求められ、日本で栽培される多くの品種では800–1,200チルドユニット（おおよそ4–7°Cで1,000–1,200時間）である。これによって芽の自発休眠は打破されるが、ふつう外気温がまだ低温であるため成長は抑制され、他発休眠の状態にある。その後、3月頃の気温上昇に伴って芽は成長を開始し、4月頃に萌芽・開花する。
休眠中のリンゴは耐寒性が高く、-35°Cにも耐えられるが、その前後では耐寒性が低く、異常気象によって低温障害が生じることがある。また、台木のうち矮性台木の耐凍性は低く、-10°C程度のことがある。

### 花

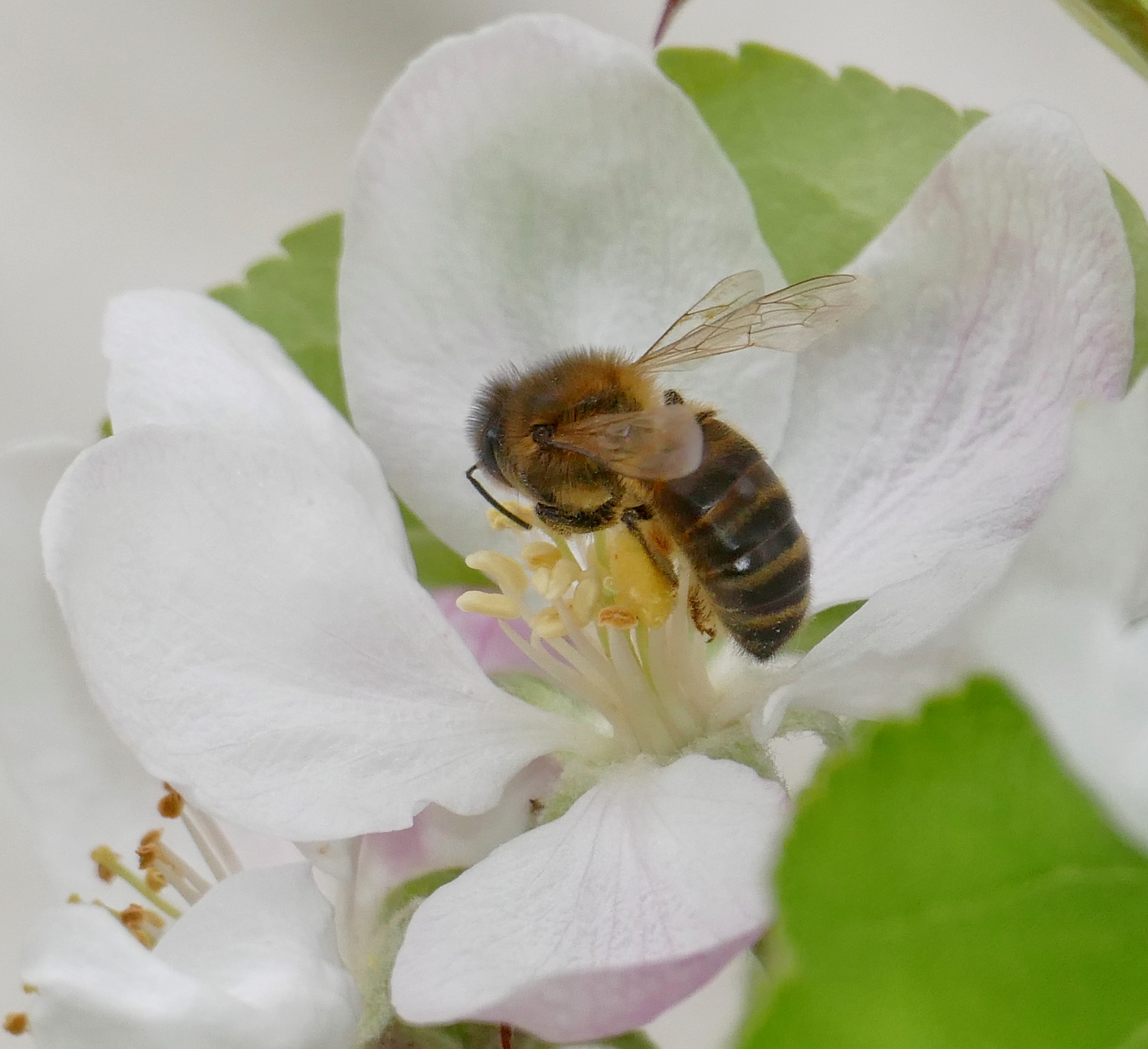
12. リンゴに訪花したセイヨウミツバチ

リンゴの花芽（花と葉を生ずるため混芽である）は、枝の成長が停止する初夏から夏にかけて分化を開始し、夏から秋にかけて発達して冬が来る前にほぼ完成する。このように花芽は新梢の伸長停止後に分化を開始するため、栄養成長が早く停止したものほど花芽分化が早く始まり、栄養成長が遅くまで続くと花芽の分化が遅くなる。
花芽は、冬季の低温による自発休眠の打破の後（上記参照）、春になって暖かくなる（4.5°C以上の積算値によることが知られている）と開花する（図12）。1つの花叢（花序）の中では中心花が最初に開花し、のちに側花が開花する（上図7a）。また1本の枝の中では頂芽が先に開花し、腋芽が後で開花する。多数の果実がつくと、養分の競合や果実内の種子が生産するジベレリンによって翌年に開花する花芽の分化が抑制されるため、隔年結果の原因となる。そのため、栽培の際には早めの摘蕾・摘花・摘果が重要となる。また、リンゴの花芽分化は光環境に影響されやすいため、整枝・剪定によって結果枝の光環境を保持する必要がある。
| S遺伝子型 | 品種                                                 |
| --------- | ---------------------------------------------------- |
| S1S2      | ‘国光’、‘こうこう’、‘Parker's Pippin’                |
| S1S2S3    | ‘Kanada R’、‘Spigold’                                |
| S1S3      | ‘シナノゴールド’、‘新世界’、‘秋映’、‘ぐんま名月’     |
| S1S3S9    | ‘ハックナイン’                                       |
| S1S5      | ‘White Transparent’                                  |
| S1S6      | ‘甘錦’                                               |
| S1S7      | ‘きおう’、‘シナノスイート’、‘千秋’、‘いわかみ’       |
| S1S7S9    | ‘北斗’                                               |
| S1S9      | ‘ふじ’、‘アルプス乙女’、‘Spencer Seedle’             |
| S1S9S21   | ‘Ribston Pippin’                                     |
| S1S10S15  | ‘Kaiserapfel’                                        |
| S1S20     | ‘祝’                                                 |
| S1S25     | ‘Milton’                                             |
| S1S28     | ‘星の金貨’                                           |
| S2S3      | ‘ゴールデンデリシャス’、‘きざし’、‘紅はづき’         |
| S2S3S5    | ‘ベルドゥボスクープ’                                 |
| S2S3S9    | ‘ジョナゴールド’                                     |
| S2S3S20   | ‘陸奥’、‘静香’                                       |
| S2S4      | ‘Champagne’、‘Reinette’                              |
| S2S5      | ‘ガラ’、‘Greensleeves’、‘Falstaff’                   |
| S2S7      | ‘王林’、‘東光’、‘Arlet’、‘クリップスレッド’          |
| S2S7S24   | ‘あおり9 (彩香)’                                     |
| S2S9      | ‘トキ’、‘金星’、‘はるか’、‘春明21’、‘アキタゴールド’ |
| S2S10     | ‘Prima’、‘Spencer’                                   |
| S2S22     | ‘Delbard Jobile’                                     |
| S2S23     | ‘クリップスピンク (ピンクレディ)’                    |
| S2S24     | ‘ハニークリスプ’、‘サイフレッシュ (ジャズ)’          |
| S2S25     | ‘Trajan’、‘Summerland’                               |
| S2S28     | ‘王鈴’、‘カメオ’、‘Goldrush’                         |
| S3S5      | ‘エルスター’、‘Fiesta’、‘Rubinette’、‘Shinsei’       |
| S3S6      | ‘Oberrieder’                                         |
| S3S7      | ‘つがる’、‘アイダレッド’、‘紅月’、‘あかぎ’           |
| S3S7S8    | ‘Stafnel Rosen’                                      |
| S3S9      | ‘世界一’、‘夏緑’、‘陽光’、‘はつあき’、‘あいかの香り’ |
| S3S10     | ‘シナノレッド’、‘Ahrista’、‘Ecolette’、‘Telamon’     |
| S3S20     | ‘Meku 10’                                            |
| S3S22     | ‘Merlijn’                                            |
| S3S23     | ‘グラニースミス’                                     |
| S3S25     | ‘Macoun’、‘Victory’                                  |
| S3S28     | ‘Ging Gold’、‘Korei’                                 |
| S5S7      | ‘さんさ’、‘Vanda’                                    |
| S5S7S9    | ‘Karmijn S’                                          |
| S5S7S10   | ‘Brünn’                                              |
| S5S8      | ‘J Greve’                                            |
| S5S9      | ‘コックスオレンジピピン’、‘サイレート (エンヴィ)’    |
| S5S20     | ‘James Grieve’                                       |
| S5S23     | ‘ベンデイヴィス’                                     |
| S7S9      | ‘紅玉’、‘千雪’、‘ひめかみ’                           |
| S7S20     | ‘印度’、‘北の幸’                                     |
| S7S23     | ‘レディウィリアムズ’                                 |
| S7S24     | ‘あかね’、‘Jonamac’                                  |
| S7S28     | ‘Rero II’                                            |
| S8S9      | ‘Wellington’                                         |
| S8S32     | ‘アントノフカ’                                       |
| S9S10     | ‘スパルタン’                                         |
| S9S24     | ‘ブレイバーン’                                       |
| S9S25     | ‘きたかみ’                                           |
| S9S28     | ‘レッドデリシャス’、‘メルローズ’、‘恋空’、‘Jonadel’  |
| S10S16    | ‘メイポール’                                         |
| S10S22    | ‘ロボ’                                               |
| S10S24    | ‘Discovery’、‘Vista Bella’                           |
| S10S25    | ‘マッキントッシュ (旭)’                              |
| S10S28    | ‘エンパイア’                                         |
| S20S24    | ‘ロームビューティ’                                   |
| S24S25    | ‘Tydeman's Early’、‘Worcester’、‘東北2号’            |

リンゴは虫媒花であり、日本では小型ハナバチ類、ハナアブ類、マメコバチ、ミツバチが主に訪花する（図12）。リンゴ園ではセイヨウミツバチやマメコバチを導入していることが多く、また人工授粉を行うこともある。雌しべの受精能は開花直後から2日程度であり、その後は急速に低下する。リンゴは自家不和合性（自らの花粉や同一品種の他個体間では受精できない性質）をもち、異なる品種間でも不和合性を示すことがある。この不和合性はS遺伝子によって支配されている（表1）。S遺伝子には多数の型が知られているが、雌しべにおいて発現しているS遺伝子（複相であるためふつう2遺伝子型）の一方と花粉で発現しているS遺伝子（単相であるため1遺伝子型）が一致すると、リボヌクレアーゼが合成されて花粉管の伸長が阻害され、受精が成立しない。ただしこの不和合性は必ずしも完全ではなく、全く結実しないものもあるが、多くの品種において自家結実率は0％ではなく、また例外的に‘恵’は60%ほどの自家結実率を示すことが報告されている。この結実は、自家和合性と単為結果性の両方に起因すると考えられている。‘恵’は、授粉樹として、また自家結実性品種作出のための素材として注目されている。また、‘ジョナゴールド’や‘陸奥’など三倍体の品種では、花粉が基本的に不稔である。

### 果実
受精した果実は肥大を開始し（下図13）、開花後1ヶ月ほどは細胞分裂を続けて細胞数が増加するが（この際には植物ホルモンであるサイトカイニンが多い）、その後は細胞の肥大によって果実が肥大する。そのため、開花後の摘花・摘果が遅れると果実間の養分競合によって細胞数が少ない幼果になってしまい、成長した果実も小さくなる。また果実基部の果柄を取り囲む部分が隆起して窪み（こうあ部）を形成し、また果実頂部の萼を取り囲む部分も隆起して窪み（がくあ部）を形成する。果実の肥大に利用される養分は、初期には樹体に貯蔵されたものが使われるが、やがて枝葉が発達するに従って葉からの光合成産物と根からの水・無機養分が利用される。果実は初めに縦方向に伸長し、その後に横方向に肥大するため、早く寒くなる地域では果実の縦横比が大きくなる。
受精しなかった果実は開花後2–4週間で落果する。また発育を始めた果実でも、受精後4–6週間で落果することがあり、早期落果（ジューンドロップ June drop）とよばれる。早期落果の原因は、養分や植物ホルモンの不足であり、果実中の種子（植物ホルモンを生成）が少なかったり、栄養成長が過多で果実への養分供給が不足した場合に起こりやすい。早期落果の起こりやすさは品種によって異なる。
果実の肥大がほぼ完了すると、果実は成熟期に入って呼吸速度の上昇・エチレン生成量増加が起こり、果皮の着色、デンプンの分解による糖化、酸含量の低下、果肉の軟化などが始まり、また果柄基部に離層が形成されて落果しやすくなる。ただし、これらの現象は互いには直接関連しておらず、同時に進行するとは限らない。開花から成熟期に至るまでの期間は品種によって大きく異なり、早生品種では短く、晩生品種では長い。一般的に成熟期に入って3–4週間かけて上記のような変化が進行し、収穫適期になる。また、収穫されるとこれらの変化がさらに急速に進行し、追熟とよばれる。
果実が成熟して収穫適期直前になって落果することもあり、後期落果（収穫前落果）とよばれる。後期落下の原因は、果実が生成したエチレンによって果柄に離層が形成されるためであると考えられている。これを防止するために、2,4-DPやMCPPBなどの合成オーキシン剤の散布を行うことがあるが、オーキシンは果実の成熟を促進して貯蔵性を低下させることがあるため、その濃度や時期を適切にする必要がある。
リンゴの皮の色は、クロロフィル、カロテノイド、アントシアニンの3種類の色素の量によって決まる。一般的に果実が成熟するにしたがってクロロフィルが分解され、カロテノイドによって黄色に着色されるが、赤色品種ではこれに加えてアントシアニンが表皮や皮層最外部（下皮）に蓄積し、赤色に着色する。このような着色は、温度や光、成熟度によって影響される。低温でクロロフィルの分解とアントシアニンの蓄積が促進されるため、着色期に温度が高いと着色が悪くなる。また、アントシアニン蓄積には光、特に波長280–320ナノメートル (nm) の紫外線と波長 650 nm 付近の赤色光の同時照射の効果が大きい。アントシアニンによる着色のしやすさは品種によって異なり、‘あかね’や‘紅玉’では高温で紫外線が少なくても着色されやすいが、‘ふじ’では着色しにくく、また‘王林’ではほとんどアントシアニンが蓄積しない。

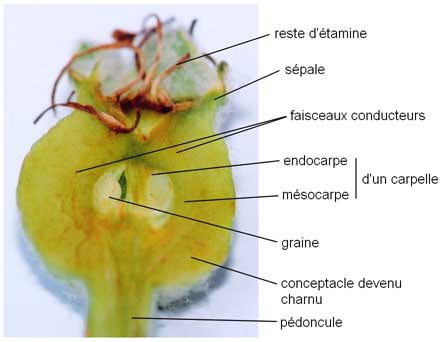
13. 幼果の縦断面

リンゴの果実には、炭水化物、タンパク質、有機酸、ビタミン、ポリフェノールなどが含まれる。これら成分の多寡は、品種や成熟度、環境条件、栽培管理、貯蔵期間によって変わる。たとえば、温暖な環境で栽培されたものは、寒冷地で栽培されたものに比べて糖含量が多く酸含量が少なくなる。また、果実部位によっても異なり、果皮にはビタミンCが多いが、果肉部には少ない。芯の部分よりも果肉部の方が、また果柄とは反対側の方が甘いとされる。
葉の光合成でつくられた糖は、おもにソルビトールの形で果実へ転流する。果実内では、ソルビトールはフルクトース（果糖）やグルコース（ブドウ糖）に変換され、またフルクトースとグルコースからスクロース（ショ糖）が合成される。果実の肥大期には、多くはグルコースを介してデンプンを合成し、これを貯蔵している。成熟期に入るとこのデンプンは分解され、転流してきたソルビトール由来のものと合わせてフルクトースやスクロースが増加して甘くなる。また、ソルビトールを他の糖に変換する能力が低下し、また細胞壁の崩壊など構造変化が起こって果実の中心付近、ときには大部分の細胞間隙にソルビトールが蓄積して液浸状に半透明化することがあり、「リンゴの蜜（みつ）」とよばれる（下記参照）。
リンゴの果実に含まれる有機酸はほとんどがリンゴ酸であるが、クエン酸や酒石酸も含まれる。有機酸量は、果実が成熟することや貯蔵されることで減少し、酸味が低下する。
成熟した果実は軟化するが、果肉が粉質化するもの（‘スターキングデリシャス’など）や単に軟化するもの、極端に軟化しにくいもの（‘ふじ’など）など品種によって異なる。粉質化はおもに細胞壁のペクチンの分解、軟化は細胞壁のヘミセルロースの分解によるものと考えられている。
リンゴの果実は、一般的に極めて多種類のエステル類、アルコール類、アルデヒド類、セスキテルペン、アルカンなどの揮発性有機化合物をもち、それぞれの品種に特有の芳香を生じる。成長初期の果実にはアルデヒド類が多いが、成熟すると急速にエステル類が増加する。

## 品種

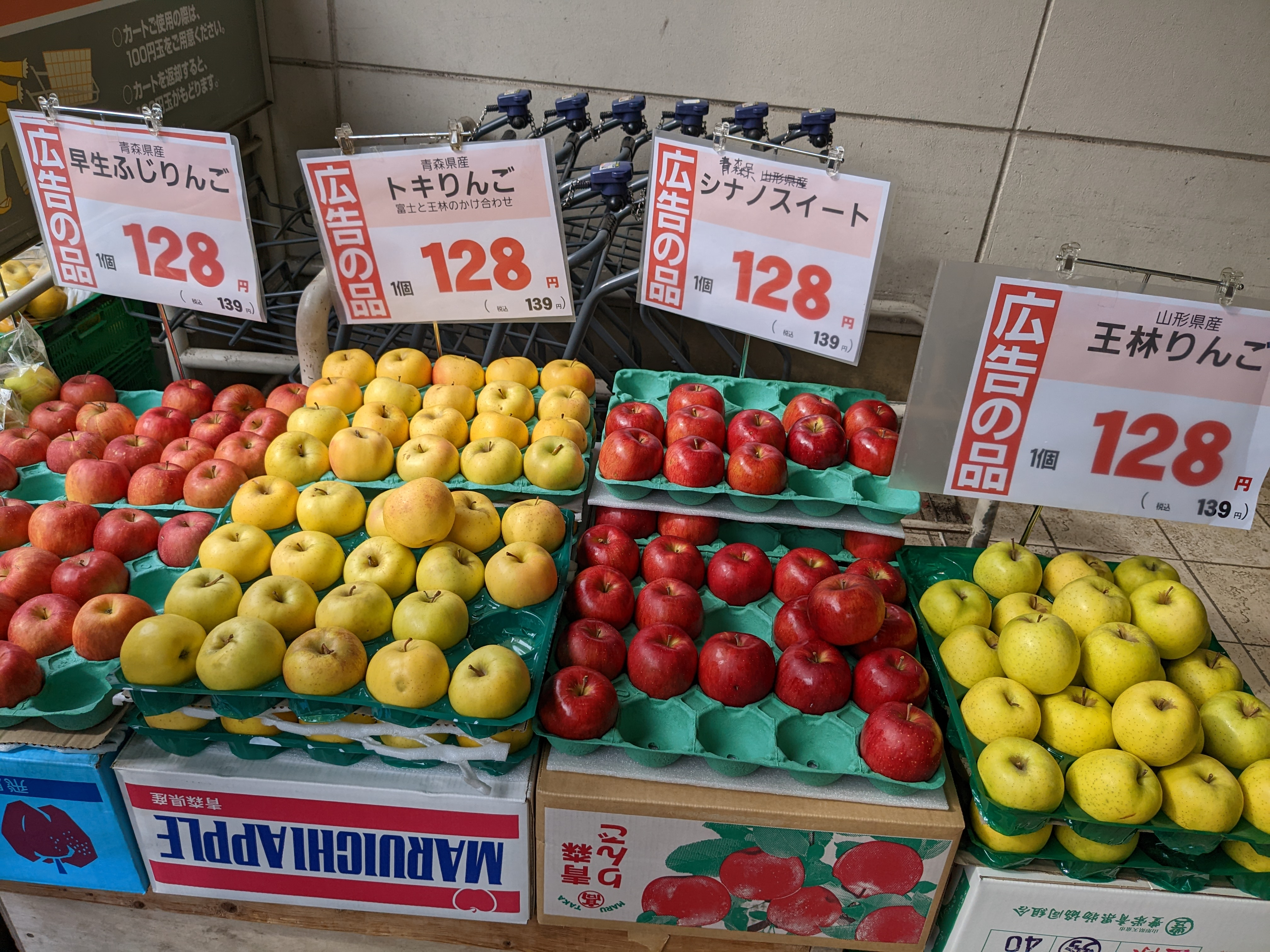
14. リンゴのさまざまな品種:（左から）早生ふじ、‘トキ’、‘シナノスイート’、‘王林’

世界中で約1万5000以上、日本だけでも約2000の品種（正確には栽培品種）が存在するともされる。ただし、誕生年が古く品種登録されていないものも多く、日本の農林水産省に登録されている品種は約300である。多数の品種が作出されてきたが、商業的需要や栽培の難度、病気に対する抵抗性などの理由から維持されず失われてしまった品種も多い。現在ではリンゴは世界規模の商品となっており、生産性や貯蔵性などを考慮したごく一部の品種のみが大量に生産されている（図14）。

### 品種の分類
日本では、リンゴの品種は果実の成熟の早晩によって早生（わせ）、中生（なかて）、晩生（おくて）に分けられる。満開後120日以内に成熟するものは早生、120–165日で成熟するものは中生、165日以上のものは晩生とする。晩生品種は、北海道など寒冷地では果実が十分に成熟できないことがある。また、早生の中で特に短期（90日以下）で成熟するものは、極早生ともよばれる。早生品種は、収穫後の貯蔵性に劣り、また甘みが少ないものが多く、特に極早生品種では顕著である。中生の品種は多く、果実の特徴が多様であるが、早生品種に比べて果実の甘みが強く、貯蔵性が高いものが多い。晩生品種は一般に食味が濃厚で甘みが強く、特に貯蔵性に優れるものが多い。

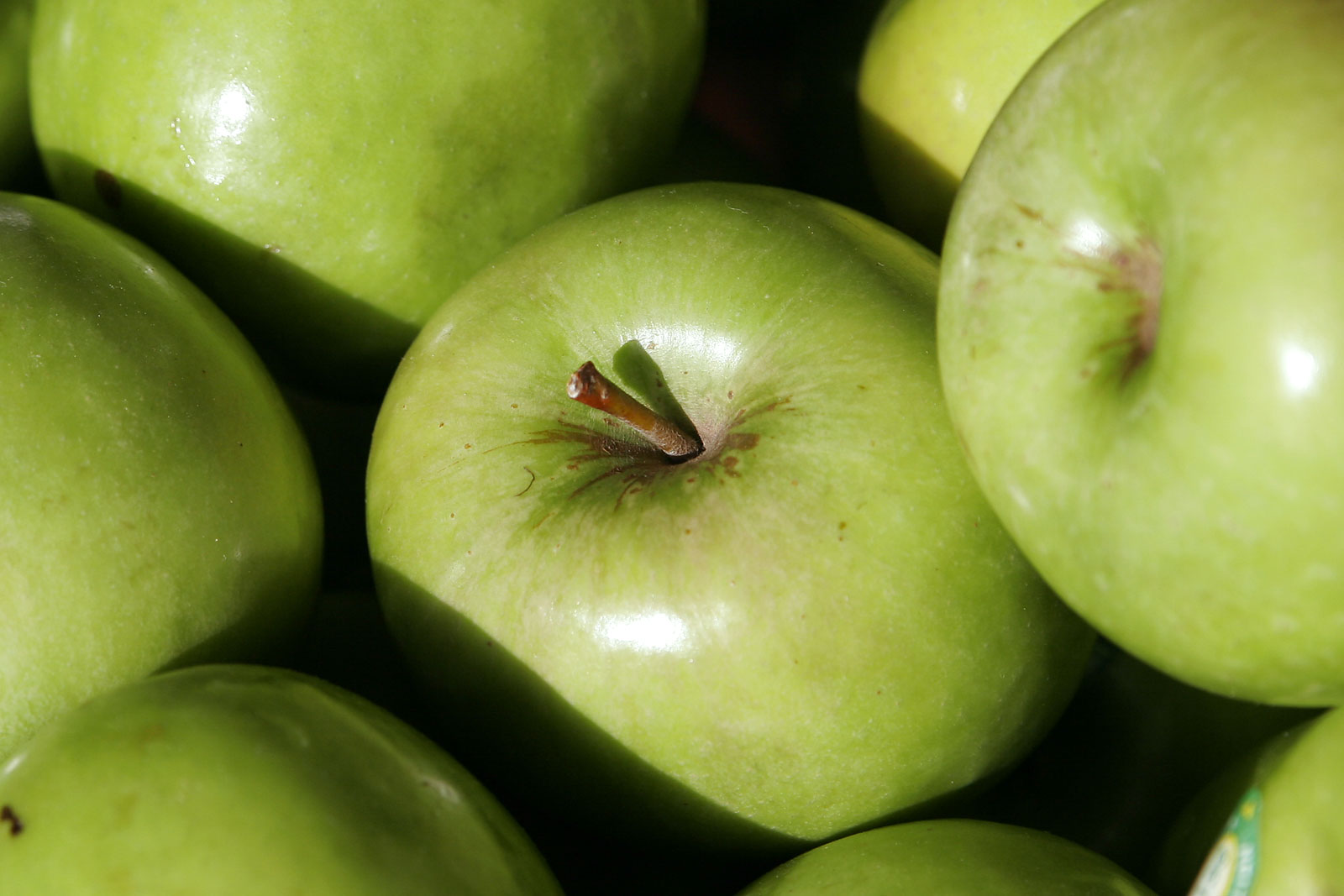
15. 典型的な青リンゴである‘グラニースミス’

リンゴ果実の表皮の色は、幼果時には多くは緑色であるが、成熟時には品種によって赤色または黄色に変わり（着色）、この皮色によって赤色品種と黄色品種に大別される（図14）。赤色品種では、表皮細胞などにアントシアニンが多く蓄積するが（上記参照）、その程度は品種によって異なり、‘スターキングデリシャス’や‘陽光’、‘秋映’では容易に濃厚に着色するが、‘ふじ’や‘つがる’、‘北斗’では着色しにくい。黄色品種では果皮の細胞へのアントシアニン蓄積量が少ないため、成熟時の果皮のクロロフィル分解・減少によって、黄緑色または黄色に着色する。黄色品種であっても、日に当たっていた果皮は淡い赤色に着色することがあるが、その程度は品種によって異なり、‘王林’ではほとんど着色しない。特に‘王林’や‘グラニースミス’のように緑色がほとんど残っている品種は、青リンゴとよばれる（図15）。
リンゴの品種は、用途によって生食用、調理用、加工品用に分けられる。日本で栽培されているリンゴの多くは生食用品種であり、甘味が強い、酸味が少ない、果肉の歯切れが良いなどの特徴がある。調理用または生食用との兼用品種として‘ジョナサン (紅玉)’、‘グラニースミス’、‘ブラムリー’、‘ヨークインペリアル’などがあり、果肉が緻密で煮崩れしにくく、酸味が多い。加工品用品種には‘Harry Masters Jersey’や‘Yarlington Mill’があり、タンニンが多いため渋みが比較的強く、リンゴ酒などの原料とされる。

### 新品種育成
リンゴの新品種育成には、交雑、突然変異、倍数性が利用される。
リンゴの新品種育成には、交雑育種法が最も広く用いられている。この方法では、一般的に品種間の交雑とその結果作られた実生を対象とした選抜を行う。リンゴは遺伝的にヘテロ性が高い（父母由来の染色体間で違いが大きい）ため、品種間の交雑によって得られる実生は各形質において多様性が大きい。リンゴの品種育成においては果実品質の向上が主要な目的であるため、果実の糖度、酸度、肉質、果汁量などに優れた組み合わせで交雑を行い、得られた種子を播種して実生を育て、その中から希望の特徴をもつ個体を選抜する。日本で一般的な品種の多くはこの方法によって育成されている（‘ふじ’、‘つがる’、‘王林’など）。日本で利用されるリンゴ品種は、主に7つの品種（‘国光’、‘紅玉’、‘レッドデリシャス’、‘ゴールデンデリシャス’、‘ウースターペアメイン’、‘印度’、‘コックスオレンジピピン’）の組み合わせに由来している。
自然条件下において、まれに樹の一部の分裂組織に突然変異が起こることがあり、このような自然突然変異体は枝変わりとよばれる。果皮着色に関する枝変わりは比較的多く発見されており、‘レッドデリシャス’の果皮着色性枝変わりである‘スターキングデリシャス’や‘スタークリムソンデリシャス’は世界中で広く利用されている。また、人為的に突然変異を誘発し、その中から希望する特徴をもつ個体を選抜する突然変異育種法も用いられている。ガンマ線やX線、重イオンビームなどを変異源とするが、処理した組織は変異細胞と通常細胞が混在するキメラ状態となりやすく、変異体の選抜にはキメラの解消が重要になる。‘ゴールデンデリシャス’の果実のさび発生が少ない品種 ‘Lysgolden’ や、‘ふじ’の果皮着色変異品種‘盛放ふ 3A’などが育成されている。
倍数体（染色体を3セット以上もつ）は果実の大型化など有用な形質を示すことがあり、これを目的に人為的に倍数体を作出して新品種とすることがある。リンゴの栽培品種の多くは二倍体であるが、‘陸奥’、‘ジョナゴールド’、‘北斗’は三倍体品種である。

### おもな品種
下表2には、日本を中心に世界各地で生産量が多いリンゴの品種を示している。
| 画像 | 品種名など                                     | 育成地 登録年など                                 | 由来                                               | 特徴 |
| ---- | ---------------------------------------------- | ------------------------------------------------- | -------------------------------------------------- | --- |
|      | ‘アイダレッド’ (‘Idared’)                      | 米国（アイダホ州） 1935年                         | ‘ジョナサン’ × ‘ワグナー’                          | 中型から大型、円形。赤色系。果肉は緻密で硬く、果汁が多く、甘酸っぱい。調理用に用いられる。ヨーロッパ、米国で生産量が多い（2023年にそれぞれ品種別4位、11位）。 |
|      | ‘秋映’（あきばえ） (‘Akibae’)                  | 日本（長野県） 1993年                             | ‘千秋’ × ‘つがる’                                  | 中生性。中型で円形。赤色系で着色しやすく、寒冷地では赤黒くなりやすい。シャキシャキとして果汁豊富、甘酸適和で食味良好。2021年における日本での栽培面積は品種別第9位。 |
|      | ‘エルスター’ (‘Elstar’)                        | オランダ 1972年                                   | ‘ゴールデンデリシャス’ × ‘Ingrid Marie’            | 中型から大型、やや円錐形。赤色系。果肉はややシャキシャキしており、非常に果汁が多く、甘酸適和であるが貯蔵により酸味が減少する。ヨーロッパでの生産量は品種別10位（2023年）。 |
|      | ‘エンパイア’ (‘Empire’)                        | 米国（ニューヨーク州） 1966年                     | ‘レッドデリシャス’ × ‘マッキントッシュ’            | 中生性。中型、円形からやや円錐形。赤色系。甘く、香りが強い。米国での生産量は品種別12位（2023年）。 |
|      | ‘王林’（おうりん） (‘Orin’)                    | 日本（福島県） 1952年                             | ‘ゴールデンデリシャス’ × ‘印度’                    | 晩生性。卵形。黄色系。芳香があり、肉質が緻密、甘みが強く酸味が少ない。果点が目立ち、さびが発生しやすい。貯蔵性がよい。日本での生産量は品種別3位（2023年）。 |
|      | ‘ガラ’ (‘Gala’, ‘Kidd's D-8’)                  | ニュージーランド 1962年                           | ‘ゴールデンデリシャス’ × ‘Kidd’s Orange Red’       | 中生性。やや円錐形。赤色系。果実はシャキシャキとして多汁、甘い。多数の枝変わり品種があり、特に‘ロイヤルガラ’がよく知られている。品種別生産量では、北米で1位、ヨーロッパで2位である（2023年）。 |
|      | ‘グラニースミス’ (‘Granny Smith’)              | オーストラリア（ニューサウスウェールズ州） 1868年 | ‘French Crab’? × 不明                              | 晩生性。円錐形、中型。緑色。果肉は褐変しにくい。酸味が強く、煮崩れしにくいため、アップルパイなど調理用に利用される。品種別生産量では、米国で5位、ヨーロッパで8位である（2023年）。 |
|      | ‘クリップスピンク’ (‘Cripps Pink’)             | オーストラリア（西オーストラリア州） 1986年       | ‘ゴールデンデリシャス’ × ‘レディウィリアムズ’      | 晩生性。赤色系。果肉は硬めで緻密。酸味が強めだが糖度も高い。貯蔵性が非常によい。比較的温暖な地で栽培される。一定の基準（色や酸味）を満たしたものは、ブランド名「ピンクレディー (Pink Lady)」を名乗ることができる。品種別生産量では、北米で7位、ヨーロッパで11位である（2023年）。                                                                                   |
|      | ‘紅玉’（こうぎょく） (‘ジョナサン (Jonathan)’) | 米国（ニューヨーク州） 19世紀                     | ‘エソパススピッツェンバーク’ × 不明                | 中生性。円形、やや小果。赤色系で着色良好。酸味が多く、芳香あり。古い品種であるが、2023年時点でも日本や米国ではある程度生産されている。‘アイダレッド’、‘ジョナゴールド’、‘つがる’などの品種親である。 |
|      | ‘国光’（こっこう） (‘Ralls Janet’)             | 米国（バージニア州） 不明                         | 不明                                               | 晩生性。円形、やや小果。赤色系。食味はやや淡白。貯蔵性に優れる。1960年代までは日本における主要品種であった。‘ふじ’の品種親。 |
|      | ‘ゴールデンデリシャス’ (‘Golden Delicious’)    | 米国（ウェストバージニア州） 1914年               | おそらく‘グライムスゴールデン’ × ‘Golden Reinette’ | 中生性。長円形。黄色系。肉質はやや緻密。豊産性。さびが発生しやすい。品種別生産量では、ヨーロッパで1位、米国で6位である（2023年時点）。‘ガラ’、‘クリップスピンク’、‘ジョナゴールド’、‘シャンピオン’、‘つがる’、‘王林’、‘陸奥’などの品種親である。 |
|      | ‘シナノゴールド’ (‘Shinano Gold’)              | 日本（長野県） 1999年                             | ‘ゴールデンデリシャス’ × ‘千秋’                    | 晩生性。長円形。黄色系。多汁で酸味がやや強い。保存性に優れる。日本での栽培面積は品種別6位（2021年）。 |
|      | ‘シナノスイート’ (‘Shinano Sweet’)             | 日本（長野県） 1996年                             | ‘ふじ’ × ‘つがる’                                  | 中生性。長円形。赤色系。多汁で酸味が少ない。日本での栽培面積は品種別5位（2021年）。 |
|      | ‘シャンピオン’ (‘Shampion’)                    | チェコ 1976年                                     | ‘ゴールデンデリシャス’ × ‘コックスオレンジピピン’  | 中型から大型、円形からやや円錐形。赤色系。果肉は多汁で甘い。ヨーロッパにおける生産量は品種別6位（2023年）。 |
|      | ‘ジョナゴールド’ (‘Jonagold’)                  | 米国（ニューヨーク州） 1968年                     | ‘ゴールデンデリシャス’ × ‘紅玉’                    | 中生性。円形で大果。赤色系で着色良好。酸味がやや多い。豊産性。ヨーロッパにおける生産量が多く、品種別7位、枝変わり品種である‘レッドジョナプリンス’ (Red Jonaprince) が5位、‘ジョナゴレッド’ (Jonagored) が14位であった（2023年）。日本における生産量も品種別4位であった（2023年）。                                                                                  |
|      | ‘つがる’ (‘Tsugaru’) （‘あおり2号’）           | 日本（青森県） 1975年                             | ‘ゴールデンデリシャス’ × ‘紅玉’                    | 早生性。円形から長円形。赤色系。酸味が少ない。後期落下がやや多い。日本における生産量は品種別2位である（2023年）。 |
|      | ‘トキ’ (‘Toki’)                                | 日本（青森県） 2004年                             | ‘王林’ × ‘ふじ’                                    | 中生性。円形から扁円形。黄色系。果汁が多く、甘酸適和で香り、歯ざわり、口当たりがよい。日本での栽培面積は品種別11位（2021年）。 |
|      | ‘ハニークリスプ’ (‘Honeycrisp’)                | 米国（ミネソタ州） 1988年                         | ‘Keepsake’ × ‘MN 1627’                             | 中生性。楕円形。赤色系。果肉は粗くシャキシャキして果汁が非常に多く、甘酸っぱく、芳香がある。褐変しない。米国での生産量は品種別3位（2023年）。 |
|      | ‘ふじ’ (‘Fuji’)                                | 日本（青森県） 1962年                             | ‘国光’ × ‘レッドデリシャス’                        | 晩生性。円形。赤色系。多汁で甘酸適和。蜜が入りやすい。貯蔵性が極めてよい。果実成熟期が早い（‘ひろさきふじ’、‘昴林’など; 早生ふじと総称される）、または色付きがよい（‘みしまふじ’など）などの枝変わり品種が多い。世界のリンゴ生産の半分を占める中国において全生産の70%を占めており、世界で最も生産量が多い品種である。また、日本でもリンゴ生産の約半分を占めている。 |
|      | ‘ブレイバーン’ (‘Braeburn’)                    | ニュージーランド 1950年代                         | ‘レディハミルトン’ × おそらく‘グラニースミス’      | 晩生性。円錐形。赤色系。果汁に富み、歯ごたえがよい。甘酸適和。貯蔵性がよい。ヨーロッパでの生産量は品種別13位（2023年）。 |
|      | ‘北斗’（ほくと） (‘Hokuto’)                    | 日本（青森県） 1983年                             | ‘ふじ’ × ‘レロ11’                                  | 晩生性。円形から扁円形、大型。赤色系。芳香があり、甘酸適和。蜜が入りやすい。日本での栽培面積は品種別7位（2021年）。 |
|      | ‘マッキントッシュ’ (‘McIntosh’) ‘旭’（あさひ） | カナダ（オンタリオ州） 1796年                     | おそらく‘Fameuse’ × ‘Detroit Red’                  | 中生性。扁円形、果粉が多い。赤色系。肉質が緻密、甘みがやや少ない。米国での生産量は品種別10位（2023年）。 |
|      | ‘陸奥’（むつ）(‘Mutsu’) クリスピン (Crispin)   | 日本（青森県） 1948年                             | ‘ゴールデンデリシャス’ × ‘印度’                    | 中生性。大型、長円形から円錐形。黄色系であるが袋かけ栽培では赤くなる。果肉はサクサクしており、非常に果汁が多く、甘酸適和で香りが良い。米国での生産量は品種別16位（2023年）。日本での栽培面積は品種別10位（2021年）。 |
|      | ‘レッドデリシャス’ (‘Red Delicious’)           | 米国（アイオワ州） 19世紀末                       | ‘Yellow Bellflower’ × 不明                         | 中生性。長円錐形、やや小果。紫紅色に色づく。甘みが強く酸味が少なく、蜜が入る。単に‘デリシャス’とよばれることも多い。枝変わり由来の品種が多く、特に‘スターキングデリシャス’や‘スタークリムゾンデリシャス’、‘リチャードデリシャス’などがよく知られており、デリシャス系品種と総称される。北米、ヨーロッパで生産量が多い。                                              |

### クラブリンゴ
酸味がある小さな球形の果実をつけるリンゴ属の植物、またはその果実は、クラブリンゴ（クラブアップル、crab apple, crabapple）と総称される。クラブリンゴには、ワリンゴ（セイヨウリンゴ導入以前の"林檎"; Malus asiatica）、イヌリンゴ（ヒメリンゴ; Malus prunifolia）、シベリアリンゴ（Malus baccata）、ズミ（Malus toringo）、Malus sylvestrisなどがあるが、‘アルプス乙女’のような栽培リンゴの小玉品種も、クラブリンゴとよばれることがある。
クラブリンゴは花や実を対象とした観賞用として広く利用されている（下図16）。多くの園芸種間雑種も作出され、花弁の色も白色から、ピンク色、赤紫色など多様であり、‘ヴァン・エセルタイン (Van Esoltine)’のように八重咲きのものもある。
リンゴは自家不和合性があるため、果実を生産するためには異なる品種を混植する必要がある。しかし複数のリンゴ品種の混植は作業効率を悪化させ、農薬使用のタイミングなどに問題が生じることがある。そのため、果実生産用ではないクラブリンゴを授粉樹とすることがある（授粉樹の遺伝的性質は、果実において種子以外の部分には影響しない）。授粉樹として有用な性質は、花粉稔性が高いこと、花粉量が十分であること、栽培品種と開花期が一致していること、隔年着花しないこと、樹姿が小さいことなどであり、‘スノードリフト・クラブ’、‘レッドバッド・クラブ’、‘ネービル・コープマン’、‘メイポール’、‘ドルゴ・クラブ’などのクラブリンゴが利用されることがある。
クラブリンゴは果実生産用の品種の台木として利用されることもある。日本で広く利用されている（いた）マルバカイドウ、エゾノコリンゴ、ズミなどはクラブリンゴである。Malus robusta 5 は耐寒性に優れるため、そのような地域の台木として有用である。また、クラブリンゴはリンゴに対するウイルス検出のための指標植物としても有用である。さらに、クラブリンゴは栽培リンゴに耐病性を与えるなど品種改良における遺伝子資源としても重要である。

## 生産
2022年の世界のリンゴ生産量は約9,583万トンであった（下表3）。中国の生産量が最大で世界生産量のほぼ半分を占め、以下トルコ、米国、ポーランド、インドと続く。栽培面積も中国が飛び抜けて広い。リンゴの輸出量は、ヨーロッパ（総体として）が最も多く（約100万トン）、次いで中国（77万トン）、米国（61万トン）、南アフリカ（61万トン）、イラン（55万トン）、チリ（47万トン）であった（2022/2023年）。一方、リンゴ輸入量が多い国は（23–36万トン）、ロシア、インド、イラク、ベトナム、英国、メキシコなどである（2022/2023年）。
| 順位 | 国             | 生産量 (t) | 栽培面積 (ha) | 収率 (kg/ha) |
| ---- | -------------- | ---------- | ------------- | ------------ |
| 1    | 中国           | 47,573,200 | 2,129,134     | 22,344       |
| 2    | トルコ         | 4,817,500  | 170,941       | 28,182       |
| 3    | アメリカ合衆国 | 4,429,330  | 116,753       | 37,937       |
| 4    | ポーランド     | 4,264,700  | 151,900       | 28,076       |
| 5    | インド         | 2,589,000  | 315,000       | 8,219        |
| 6    | ロシア         | 2,379,900  | 232,842       | 10,221       |
| 7    | イタリア       | 2,256,240  | 53,730        | 41,992       |
| 8    | イラン         | 1,989,734  | 87,644        | 22,702       |
| 9    | フランス       | 1,785,660  | 54,020        | 33,055       |
| 10   | チリ           | 1,479,683  | 29,035        | 50,962       |
| —    | 世界           | 95,835,965 | 4,825,729     | 19,859       |

### 中国での生産
中国におけるリンゴ生産は1980年代から急速に増加し、2002年時点で世界全体の生産量の約1/3、2022年時点では約半分（約4,757万トン）を占めるに至っている。ほとんどは国内で消費されており、2010年以降、輸出量は約80万トンから140万トンの間を推移している。2022年時点で最大の産地は陝西省、以下山東省、甘粛省であり、ほかに山西省、河南省、河北省、遼寧省で多い。中国の品種別リンゴ生産では、‘ふじ’が長年飛び抜けて多く、2022年時点でも全リンゴの70%を占めている。‘ヴィーナスゴールド’、‘瑞雪’（ルイシュエ）、‘瑞陽’（ルイヤン）、‘瑞香’（ルイシャン）、‘紅明月’（ホンミンユエ；または名月 ミンユエ）、‘魯麗’（ルリ）など新品種も開発・導入されているが、品種転換は進んでいない。

### 米国での生産
アメリカ合衆国における2022年の生産量は約443万トンであり、全世界生産量の約5%を占める。2020年代前期では、トルコとともに世界2位または3位に位置している。州別の生産量はワシントン州が飛び抜けて多く、2023/2024年の生産量は米国全体の64%を占め、ほかにミシガン州 (11%)、ニューヨーク州 (10%)、ペンシルバニア州 (4%)、カリフォルニア州 (2%)、バージニア州 (2%) などで多い。2023/2024年の品種別生産量は、‘ガラ’ (18%)、‘レッドデリシャス’ (13%)、‘ハニークリスプ’ (11%)、‘ふじ’ (10%)、‘グラニースミス’ (10%)、‘ゴールデンデリシャス’ (6%)、‘クリップスピンク’ (5%) であった。2023/2024年生産リンゴの用途別では、約70%が生食用、30%が加工用（ジュース、シードル、缶詰など）。2022年における輸出量は約60万トンであり、輸出先はメキシコ (39%)、カナダ (25%)、ベトナム (7%)、台湾 (6%) の順であった。生果輸入量は7万5000トンほどであった。また2022年には、濃縮リンゴ果汁を約250万トン輸入している。

### トルコでの生産
トルコにおける2022年の生産量は世界で第2位で約481万トン、全世界生産量の約5%を占める。県別の生産量はウスパルタ県が最も多く（全体の20%）、以下カラマン県、ニーデ県、アンタルヤ県、カイセリ県、コンヤ県、デニズリ県など南部から中部の県で多く、これらの県を全て合わせるとトルコ全生産量の71%を占める（2020年時点）。品種別ではデリシャス系品種、‘ゴールデンデリシャス’、‘グラニースミス’などが多いが、ニーデ県はやや特異でトルコ原産の品種である ‘Amasya (Amassia)’ が生産量の32%を占めている。トルコで生産されるリンゴの多くは生食用であるが、一部はジュースやドライアップルなどに加工される。2019年時点では、輸出量は全生産量の7%（約27万トン）であり、2017–2019年における主な輸出先はイラク（47%）、他にシリア、ロシア、インド、サウジアラビアであった。

### ヨーロッパでの生産
ヨーロッパは、総体としては世界で中国に次いでリンゴ生産量が多く、2022/2023年には約1,268万トン、全世界生産量の約15%であった。また、総体としては輸出量が最も多く、100万トン以上になる。国別生産量は、ポーランド (37%)、イタリア (18%)、フランス (12%)、ドイツ (9%)、スペイン (3%)、ルーマニア (3%) の順で多かった。品種別では、‘ゴールデンデリシャス’が最も多く (16%)、次いで‘ガラ’ (12%)、‘レッドデリシャス’ (6%)、‘アイダレッド’ (5%)、‘レッドジョナプリンス’ (4%)、‘シャンピオン’ (4%)、‘グラニースミス’ (3%)、‘ジョナゴールド’ (3%)、‘エルスター’ (3%)、‘ふじ’ (3%)、‘クリップスピンク’ (3%) であった。

### 日本での生産
| 県     | 収穫量（t） | 出荷量（t） | 結果樹面積（ha） |
| ------ | ----------- | ----------- | ---------------- |
| 青森県 | 374,400     | 340,000     | 19,500           |
| 長野県 | 106,900     | 99,800      | 6,680            |
| 岩手県 | 31,600      | 27,200      | 2,210            |
| 山形県 | 30,300      | 27,000      | 2,020            |
| 福島県 | 18,500      | 16,200      | 1,140            |
| 秋田県 | 16,300      | 15,100      | 1,130            |
| 北海道 | 7,220       | 6,010       | 512              |
| 群馬県 | 6,030       | 5,690       | 397              |
| 宮城県 | 2,330       | 1,980       | 170              |
| 広島県 | 1,670       | 1,650       | 89               |
| 岐阜県 | 1,330       | 1,230       | 75               |
| 富山県 | 893         | 840         | 85               |
| 山梨県 | 686         | 609         | 47               |
| 全国   | 603,800     | 548,400     | 34,600           |

1962年（昭和37年）から1971年（昭和46年）の10年間に100万トンを超えたが、価格は低迷し、その後少しずつ減少している。2023年（令和5年）の収穫量は60万3,800トン、出荷量は54万8,400トンであった。収穫量・出荷量ともに前年度比18%減であり、これは開花期に凍霜害が発生したためであると考えられている。2023年の都道府県別では青森・長野の上位2県が全国生産量のおよそ80%を占め、他に東北諸県及び北海道が上位を占めている（表4）。日本におけるリンゴ生産では、古くは北米から導入した品種（‘祝’、‘旭’、‘紅玉’、‘国光’、‘ゴールデンデリシャス’、‘レッドデリシャス’）が多く、1982年時点では43％を占めていた。しかしその後日本産の品種の割合が急速に増え、2023年時点でも‘ふじ’ (51%)、‘つがる’ (11%)、‘王林’ (7%) の上位3品種は日本産の品種である。第4位は米国で作出された品種である‘ジョナゴールド’ (6%) であった。また、2021年の栽培面積では、‘ふじ’（50%）、‘つがる’（11%）、‘王林’（7.3%）、‘ジョナゴールド’（6.8%）、‘シナノスイート’（3.2%）、‘シナノゴールド’（2.6%）、‘北斗’（1.6%）、‘ひろさきふじ’（1.5%）、‘秋映’（1.3%）、‘陸奥’（1.3%）、‘トキ’（1.2%）、‘紅玉’（1.2%）の順であった。
日本では、リンゴ生果は1971年に輸入自由化されたが、コドリンガや火傷病菌などの病虫害防疫のため、欧米などからの輸入は禁止されていた。やがて防疫技術の確立とともに多くの国から輸入可能になったが、日本消費者の嗜好に合致しないことが多く、2023年時点では、ニュージーランドからの輸入4,643トンに限られている。また2023年の日本からのリンゴ輸出量は33,433トンであり、主な輸出先は台湾 (65%)、香港 (30%) である。
2022年の国産リンゴ果汁生産量は12,646トンであり、原料生果処理量は63,845トンであった。日本のリンゴ果汁の輸入量は50,692キロリットルであり、シェアは中国 (62%)、チリ (10%)、南アフリカ (7%)、ブラジル (4%)、イタリア (3%)、オーストリア (2%)、ニュージーランド (2%)、ハンガリー (2%) であった（2023年）。日本における果汁飲料を含むリンゴ自給率は、古くは100%近かったが、1990年にリンゴ果汁が輸入自由化されて以降は60%ほどになり、2022年には59%であった。

## 栽培
リンゴ栽培に適した気候は、年平均気温7–12°Cで夏季の気温18–24°Cほどの冷涼な地域であること、年間降水量が少なめで 600 mm ほどであること、昼夜の気温差が大きいことが望ましいとされる。リンゴの休眠覚醒には、4–7°Cの低温が1,000–1,200時間ほど必要とされる（上記参照）。日本では東北地方および長野県、北海道が主産地となっている（上記参照）。冷涼な環境はリンゴの貯蔵にも適している。土壌は、肥沃で排水がよく、土層の深い場所が適している。

### 植栽
リンゴは、台木に穂木を接ぐ接ぎ木によって植栽するが、台木を掘り上げて圃場で接ぎ木を行う揚げ接ぎが行われる。また、早期結実などを目的として、すでに定植されている接ぎ木樹に別の品種の穂木を接ぎ木する高接ぎ（二重接ぎ）を行うこともある。この際、古い品種の部分は台木と新しい品種の中間に位置するため、中間台木（interstock）とよばれる。台木には、地上部の生育を強くして樹冠を拡大させる強勢台木と、逆に生育を抑制して矮化させる矮性台木（わい性台木、わいせいだいぎ、dwarf stock, dwarfing rootstock）があり、また両者の中間的な半強勢台木、半矮性台木（半わい性台木、semi-dwarfing rootstock）もある。
日本では、古くは台木としてマルバカイドウ（Malus prunifolia var. ringo）、エゾノコリンゴ（Malus baccata var. mandshurica）、ズミ（ミツバカイドウ、Malus toringo; 図17a）またはリンゴ（同一種を台木とする場合、この台木は共台とよばれる）などさまざまなリンゴ属植物が利用されていた。しかし、1965年以降に日本で栽植された台木の多くはマルバカイドウであり、2011年時点では日本のリンゴの台木の65%はマルバカイドウであった。マルバカイドウは半強勢台木であり、リンゴワタムシ抵抗性が高く、挿し木発根性がよく、耐乾性・耐湿性に優れ、深根性で土壌適応性が広いため、広く利用されている。日本において、マルバカイドウ台木を用いた典型的な栽培（普通栽培）では、樹間を8メートル (m) ほどとり（おおよそ15–30本/10a）、樹形を開心型または遅延開心型とする（図17b）。丈夫であり比較的栽培しやすい、自然災害（強風、干ばつ、大雨）にある程度耐性がある、経済寿命が長く長期間安定した収穫が得られる、面積当たりの苗木数が少なくてすむ、などの利点がある。一方で樹が大きくなると樹冠内の着色管理など管理作業が困難になる、高度な整枝剪定技術が必要、樹が大きくなると間伐が必要になる、安定した収穫を得るまで時間がかかる、などの欠点もある。
一方、1975年頃より矮性台木を用いた矮化栽培（わい化栽培、わいかさいばい）が普及してきている。矮性台木を用いた栽培では密植を前提としており、樹形は細型紡錘形（スレンダースピンドル）などとし、植え付けは並木植え（ヘッドロー）が基本となる。カラムナータイプとよばれる枝が横に広がらず、円筒形の樹形となる品種も存在する。また、樹勢をコントロールするため、強勢台木と穂木の間に長さを変えた矮性台木を中間台木とすることがある。矮化栽培には、樹高を低くできるため管理作業が容易になる、樹間内に光が入り着色管理が容易、密植栽培が可能（一般的に樹間 2 m、列間 4 m、100–125本/10a）で面積当たりの収穫量が多い、樹勢が早期に安定するため栄養成長期（果実をつけさせない時期）を短縮できるなどの利点がある。一方で、面積当りに植える苗木本数が多くコストがかかる、根が浅く倒伏しやすいため支柱が必要、自然災害による被害を受けやすい、経済的樹齢が約30年と短い、樹高が低く樹勢が弱いため肥培管理や凍結害に対する注意が必要、ネズミによる苗木や若木の食害にあいやすい、などの問題もある。欧米などでは広く普及しているが、日本では普及が遅れている。矮性台木としては、イギリスのイースト・モーリング試験場 (East Malling Research Station) がリンゴ属植物のパラダイス（Malus pumila var. paradisiaca）から育成したM系がある。M系の中でよく知られたM.9は、接いだ樹の大きさが本来の大きさの30–40%になる。M.9は複数種のウイルスに混合感染していたが、無毒化したM.9AやM.9EMLAがある。このほかに、M.26（樹の大きさは40–50%）、M.27（樹の大きさは20–30%）がある。M系以外の矮性台木として、MM系（East Malling, John Innes 共同育成）、CG系（Cornell University, ニューヨーク州立農試共同育成）、JM系（農林水産省果樹試験場盛岡支場育成）などがある。この中では、MM.106（M.1とリンゴ品種である‘ノーザンスパイ’の交配から選抜、樹の大きさは60–70%）、JM1（マルバカイドウとM.9の交配から選抜、樹の大きさはM.9よりやや小さい）、JM7（マルバカイドウとM.9の交配から選抜、樹の大きさはM.9よりやや小さい）などが使われている。JM系台木はM系台木と異なり挿し木発根性があるため、取り木を行う必要がなく、耐水性に優れることから日本国内の栽培方法に適しており、果実糖度も高くなる特徴がある。

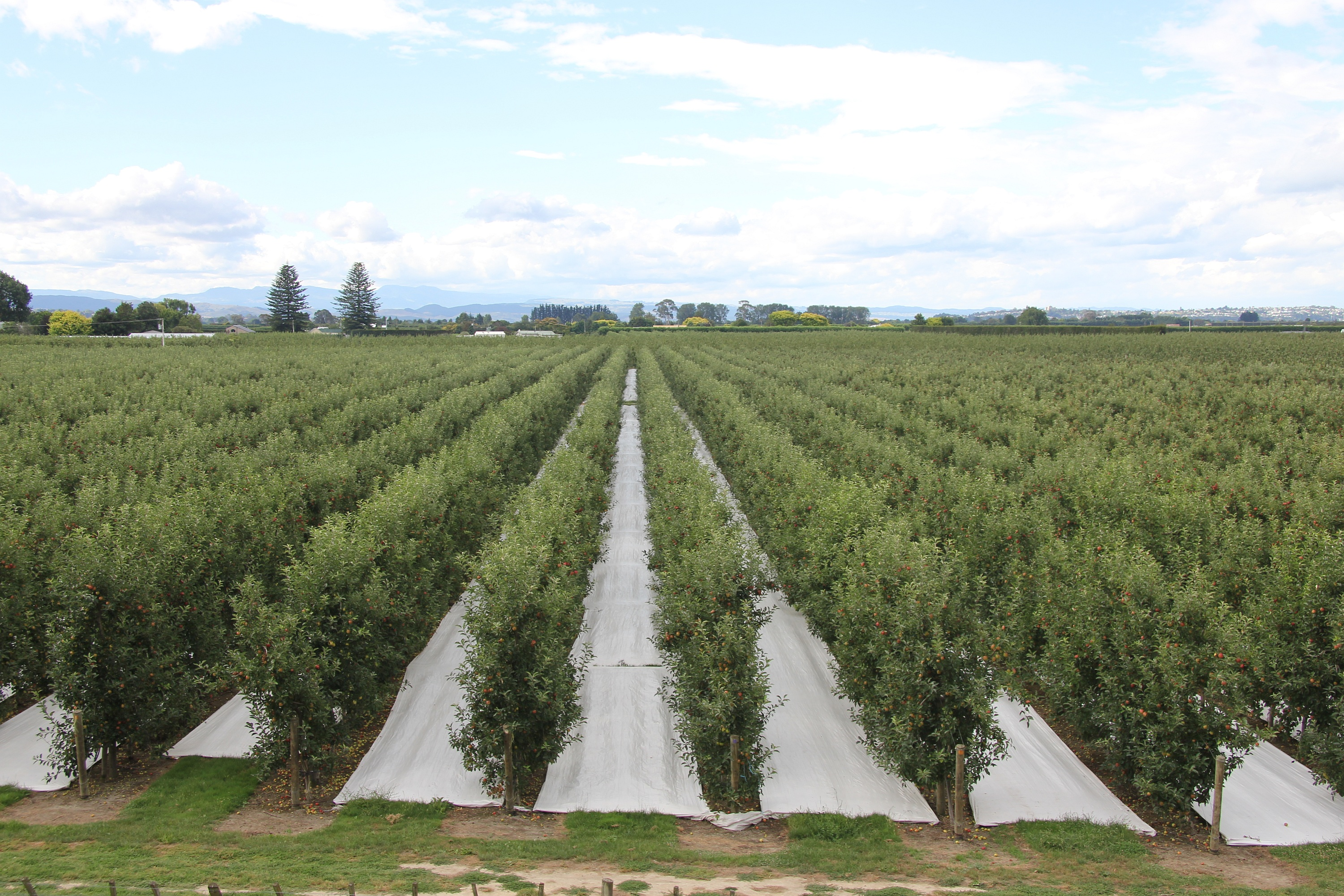
18. リンゴ園（ニュージーランド）

さらに、より高密度での栽培を行い、早期多収、均質生産、作業効率向上をめざした高密植栽培が世界的に広まりつつある（図18）。一般的に中間台木ではないM.9系の台木が用いられ、樹間 1 m 以内、列間 3–3.5 m で植栽し、300本以上/10a になる。フェザー苗を用い、樹形はさらに細長いトールスピンドルに仕立てられる。果樹を支える棚（トレリス）が必須であり、トレリスをV字型とし樹を斜めに伸ばして手が届きやすくすることもある。より早期多収で均一な生産が可能、高度な剪定技術を必要とせずマニュアル化が可能、着色管理などの作業効率が大幅に向上、農薬散布量の削減も可能、などの利点がある。一方で多くの苗木、支柱など固定資材、灌水設備など多額の初期経費を必要とする、適した圃場選択・整備が必要、経済的樹齢がさらに短い、凍害や大雨など自然環境による影響をさらに受けやすい、などの問題もある。

### 整枝剪定
栽培下では、樹の本来の成長特性を矯正し、栽培管理しやすい樹形に育て、それを維持するとともに、花芽分化と結実を安定させて果実の収量を確保するために剪定が行われる。また、ロープや重り、突っ張り棒（スプレッダー）、E型金具などによる枝の伸長方向矯正も行われる。例えば上方に伸びる枝は栄養成長が強くなるため、枝を下方に伸びるように矯正して花芽分化・結実を促す。冬季に行われる剪定は、おもに樹形の形成と維持のために行い、根や幹の貯蔵養分に対して翌春に伸長する枝・芽が減少するため、強く剪定するほど残った枝・芽の翌春の伸長が強くなる。また夏季に行われる剪定は、樹冠内の光環境を改善し徒長枝の整理のために行われ、光合成器官が減少するため成長を促進する効果は少ない。剪定には、枝を途中から切り落とす切り返し剪定と、枝を基部から切り落とす間引き剪定がある。切り返し剪定では、強く切り返すほど残された枝の芽が強く成長し、花芽を分化する枝（結果枝）が減少することがある。剪定はほとんど人手で行われており、樹は個体によって個性があるため、特に普通栽培では経験と技術が必要である。剪定技術の巧拙により、収穫量に倍の差が出ることもある。大規模栽培の場合はバリカンなどが用いられることもある。また、米国では新梢成長を抑制する薬剤として、ジベレリン生成阻害剤であるプロヘキサジオンカルシウム剤 (APOGIE) を用いることがある。
栄養成長が旺盛で花芽が少なくなったり、樹が大きくなりすぎる場合は、主幹や枝に環状剥皮などの外科的処理を行い、維管束の篩管を傷つけることで光合成産物の輸送を遮断し、成長を抑制する。このような処理はふつう花芽分化前に行い、これによって樹勢が矯正されて花芽分化が促進される。また、果実の糖含量や酸含量が増加するが、果実の成熟が早くなり貯蔵性が低下することもある。

### 土壌管理
リンゴの耐乾性は高くないが、日本で一般的な台木とされているマルバカイドウは深根性であり、灌水はほとんど必要なかった。しかし近年は灌水が必要な高温・乾燥の年もある。また、近年多くなってきた矮化栽培では灌水が必要なことも多い。一方でリンゴは耐湿性も高くないため、水田転換園などでは土壌水分が問題となることもあり、排水に注意が必要である。また、リンゴの耐塩性は弱い。
リンゴが利用可能な土壌中の養分は、果実の収量や品質に影響するため、施肥管理は重要である。施肥する成分や量は土壌条件や栽培様式によって異なるが、樹に吸収された量や施肥量に対する利用量の割合などを考慮し、また葉色や新梢長による外観的栄養診断と、葉分析による生理的栄養診断に基づいて決定される。標準的な施肥量は、窒素15kg/10a、リン酸5kg/10a、カリウム5kg/10a程度である。施肥は主に春と秋に行われるが、積雪寒冷地では主に春に行われる。
土壌表面に草が生えないようにする清耕法、草を積極的に生やす草生法、さまざまな資材で被覆するマルチ法があり、また矮化栽培の場合は樹間下と通路で異なる管理法を使用する場合がある。一般的には草生法を用いるが、養水分をめぐるリンゴと草の競合や、病害虫の発生源となる可能性がある。完全な清耕法は有機物の欠如による土壌の悪化や表層の流亡を招くため、ふつう用いられない。マルチ法は雑草を防ぎながら土壌品質・水分の維持に有効であるが、資材によって効果が異なる。

### 病虫害
リンゴには病虫害が多く、日本において害虫として250種以上、病害として65種以上が知られている。特に日本のような比較的高温多湿な環境では病虫害が発生しやすく、農薬の利用が必須であるが、冷涼で乾燥した北米西部やヨーロッパでは有機栽培も行われている。
病虫害防除にあたっては、発生予察に基づく適期防除が望まれ、日本では年間12回ほどの薬剤散布を行う。病原菌やダニにおいては、薬剤抵抗性の変異体出現が問題となることがあり、同一系統の薬剤の連用は避けるべきとされる。一部の害虫に対しては、フェロモンの交信撹乱を利用した防除法も普及している。また、紋羽病など土壌に生育する病原菌に対しては、改植時の土壌や苗木の消毒を行う。接ぎ木によって伝染するウイルス病も知られており、接ぎ木時には穂木を健全樹から得ることが必要である。遺伝子組み換えによる耐病性品種の育成も行われているが、このようなリンゴ品種は日本では栽培されていない。
以下の表5では、リンゴに対する主な害虫と病害を示している。
| 種類     | 種類                             | 症状 | 原因と対策 |
| -------- | -------------------------------- | --- | --- |
| 害虫     | キンモンホソガ                   | 幼虫が葉内を食害し、著しい場合は落葉する。 | キンモンホソガ (Phyllonorycter ringoniella) は4月下旬から9月下旬にかけて年4–5回発生する。落葉内でさなぎ越冬するため、落葉の処理や、発生期の殺虫剤散布を行う。 |
| 害虫     | リンゴコカクモンハマキ (上図19a) | 幼虫は芽、葉、花、果実を食害する。 | リンゴコカクモンハマキ (Adoxophyes orana) は年3回発生し、樹皮内などで幼虫越冬する。剪定枝を処分して越冬密度を低下させ、またフェロモントラップ、殺虫剤散布を行う。 |
| 害虫     | ミダレカクモンハマキ             | 幼虫は展葉期に芽の内部を食害し、その後は花や葉果を食害する。 | ミダレカクモンハマキ (Archips fuscocupreanus) は年1回発生し、幹や枝の表面に産み付けられた卵で越冬する。剪定枝を処分して越冬密度を低下させ、また開花期前後に殺虫剤散布する。同属別種のリンゴモンハマキ (Archips breviplicanus) もリンゴを食害する。 |
| 害虫     | コドリンガ (上図19b)             | 幼虫が果肉を食害する。 | コドリンガ (Cydia pomonella) は世界各地で重要害虫であるが、日本では発生していない。 |
| 害虫     | モモシンクイガ (上図19c)         | 幼虫は果実内部を食害する。 | モモシンクイガ (Carposina sasakii) は年1–2回発生、地中で幼虫越冬し、成虫は5月下旬から9月に見られ、果実に産卵する。被害果を摘み取り、また産卵盛期を中心に殺虫剤散布を行う。近縁種のナシヒメシンクイ (Grapholita molesta) もリンゴに害を与える。 |
| 害虫     | リンゴコブアブラムシ             | 若葉の裏面で吸汁加害し、加害葉は縦に裏側に巻き込む。幼果も吸汁加害する。 | 芽の間隙で卵越冬し、発芽期にふ化、胎生で10月まで繁殖する。リンゴコブアブラムシ (Ovatus malisuctus) の他に、ユキヤナギアブラムシ (Aphis spiraecola)、リンゴワタムシ (Eriosoma lanigerum; 上図19d) などもリンゴに害を与える。 |
| 害虫     | クワコナカイガラムシ             | 枝や果実、根などさまざまな部分を吸汁加害する。 | クワコナカイガラムシ (Pseudococcus comstocki) は年2回発生、樹皮下や落葉で卵越冬し、落花期にふ化、次世代は7月下旬頃にふ化する。このふ化幼虫移動期と10日後の殺虫剤散布が効果的。 |
| 害虫     | リンゴハダニ (上図19e)           | 葉の両面を吸汁加害する。葉表に小さな白斑が生じて退色し、葉裏が褐変する。 | リンゴハダニ (Panonychus ulmi) は枝の分枝部などで卵越冬し、展葉期から開花期にふ化、はじめは花序基部の葉に集中し、その後分散する。夏季に殺ダニ剤散布を行う。 |
| 害虫     | ナミハダニ                       | 葉の裏面で吸汁加害し、被害葉は褐変してときに落葉する。 | ナミハダニ (Tetranychus urticae) は樹皮下や落葉で雌成虫が集団越冬し、はじめは下草や徒長枝葉に寄生し、7–8月が発生盛期になる。越冬期に樹皮削りなどで越冬密度を低下させ、開花期に徒長枝を除去する。また、夏季に殺ダニ剤散布を行う。 |
| 菌類     | 銀葉病                           | 枝幹部に感染すると樹勢が衰え、葉が鈍い銀色光沢を示すようになり、悪化すると衰弱、枯死する。 | 病原菌は担子菌のムラサキウロコタケ (Chondrostereum purpureum)。枝幹部の枯死した部分や木製支柱に子実体が形成され、ここから散布される担子胞子が傷口に感染する。葉の銀葉症状は病原菌の産生する毒素が葉に達したためである。子実体を徹底的に除去し、傷口に塗布剤を塗り感染防止を行い、また被害の進んだ発病樹は早めに伐採する。 |
| 菌類     | 赤星病                           | 落花期以降に葉に橙色の病斑を形成、夏季に病斑の葉裏側に黄褐色のさび胞子錐を形成し、ときに落葉する。果実のがくあ部に同様の病斑を形成することがある。                                                                                 | 病原菌は担子菌の Gymnosporangium yamadae。異種寄生性であり、針葉樹のビャクシン類上に形成された冬胞子が4–5月の降雨時に発芽して担子胞子を形成、これがリンゴに感染し、リンゴ上で形成されたさび胞子がビャクシンに感染する。赤星病はナシでもよく知られているが、リンゴ赤星病菌とは別種である (Gymnosporangium asiaticum)。中間宿主がないと発生しないため、周囲1–2キロメートル以内にビャクシン類を植栽しない。また、担子胞子が飛散する開花期前後に薬剤散布をする。 |
| 菌類     | 黒星病 (下図20a)                 | 葉では最初に退色斑として生じ、のちに黒色斑となる。果実にも感染し、幼果は肥大するにつれて奇形や裂果となる。 | 病原菌は子嚢菌の Venturia inaequalis。冷涼で降雨が多いと多発する。落葉上で越冬し、そこで形成された子嚢胞子が降雨によって感染する。葉や幼果の病斑上に形成された分生子も降雨によって二次感染する。発芽期から開花期に薬剤散布する。 |
| 菌類     | モニリア病 (下図20b)             | 葉や花、果実、株が腐敗する（葉ぐされ、花ぐされ、実ぐされ）。 | 病原菌は子嚢菌の Monilinia mali。積雪地域に多く、春先に低温・長雨が続くと発生しやすい。前年の感染果に発生した子実体から散布される子嚢胞子が感染源となる。葉腐れから花腐れ、株腐れに進行するため、罹病部を早期に摘み取る。また発芽時などに有効薬剤を散布する。 |
| 菌類     | 斑点落葉病 (下図20c)             | 葉や果実に褐色から暗褐色の円形斑点が生じ、早期に落葉する。 | 病原菌は子嚢菌の Alternaria mali。落葉落枝の病斑から散布された分生子によって感染する。落花直後から、定期的に有効薬剤を散布する。 |
| 菌類     | うどんこ病                       | 葉などが白粉をまぶしたようになり奇形化する。梢や果実にも寄生する。発病には品種による差異があり、‘ふじ‘や‘紅玉‘などは感受性である。                                                                                                 | 病原菌は子嚢菌の Podosphaera leucotricha。芽の組織内の菌糸が主な第一次伝染源となり、白粉状の分生子が二次伝染する。展葉期には発病枝を切除し、開花期前後から落花20日後頃に薬剤散布をする。 |
| 菌類     | 腐らん病                         | 枝や幹に赤褐色の病斑を形成し、樹皮を褐変腐敗させ、病斑が枝幹を一周するとその先は枯死する。細い枝に発生したものを枝腐らん、主幹や主枝に発生したものを胴腐らんとよぶ。                                                               | 病原菌は子嚢菌の Valsa ceratosperma。病斑上の子座に形成された分生子（柄胞子）または子嚢胞子によって伝染する。発病部を除去し、収穫後や春先に有効薬剤（石灰硫黄合剤など）を散布する。 |
| 菌類     | 褐斑病                           | 葉では紫褐色の小斑点を生じて拡大し、茶褐色または周囲が黄変、早期落葉する。果実にはややくぼんだ黒色の病斑を生じる。 | 病原菌は子嚢菌の Diplocarpon mali。落葉上で越冬し、そこで形成された子嚢胞子によって感染する。落花期頃から葉に発生し、そこで形成された分生子が降雨によって二次感染する。樹冠内部にも日が当たるようにし、6–7月に薬剤散布する。 |
| 菌類     | すす斑病                         | 表面寄生性であり、果実と枝に発生し、肥大した果実の表面に黒緑色から黒色の薄墨を塗ったような病斑を生じる。類似病であるすす点病 (下図20d) は、果実の表面に黒点を多数形成する。すす斑病とすす点病は併発することも多い。                | すす斑病の病原菌は子嚢菌の Phyllachora pomigena であり、樹上の枝に形成された分生子（柄胞子）によって感染し、7月頃から発病がみられる。幼果期から9月に薬剤散布する。すす点病の病原菌は子嚢菌の Schizothyrium jamaicense であり、感染様式や対策はすす斑病と同様。 |
| 菌類     | 炭疽病                           | 未熟果ではかさぶた状の小さな病斑を形成し、成熟果では暗褐色の大きな病斑を形成して軟化・腐敗するとともに、橙色の分生子塊を形成する。                                                                                                 | 病原菌は子嚢菌の Glomerella cingulata または Colletotrichum acutatum。リンゴの着果痕やニセアカシアなど他の寄主植物上で形成された分生子が降雨によって感染する。発病果の病斑で形成された分生子によっても感染する。周囲の本病寄主植物を除くとともに、梅雨期から薬剤散布するが、病原菌種によって有効薬剤が異なる。 |
| 菌類     | 輪紋病（いぼ皮病）               | 果実では最初に黒褐色の小斑点が生じ、ここから病斑が輪紋状に拡大するとともに、果実は軟化腐敗する。枝では最初にいぼを形成し、これが大きくなり、多発した枝は枯死する。                                                                 | 病原菌は子嚢菌の Botryosphaeria kuwatsukai。枝のいぼ病斑内に形成された分生子（柄胞子）が、降雨によって散布されて感染する。休眠期にいぼ病斑を削り取るか枝ごと除去し、梅雨期を中心に有効薬剤を散布する。 |
| 菌類     | 紋羽病                           | 白紋羽病では白色から灰黒色の菌糸、紫紋羽病では紫褐色の菌糸が、根の表面にネット状に付着し、根の腐敗とそれに伴う樹勢衰弱が起こる。                                                                                                   | 病原菌はいずれも子嚢菌であり、白紋羽病は Rosellinia necatrix、紫紋羽病は Helicobasidium mompa によって引き起こされる。伝染源は土壌中の菌糸であり、いずれもさまざまな植物に寄生可能、また土壌中で腐生的に生存できるため、生の堆肥などの利用は避ける。適正な樹勢を維持し、発病した際には有効薬剤を土壌灌注する。 |
| 細菌     | 火傷病（下図20e）                | 花や枝幹が火であぶられてように褐色になって枯死する。 | 病原菌は細菌の Erwinia amylovora。日本では発生していないが、米国などでは深刻な被害がある。 |
| ウイルス | 高接病 (たかつぎびょう)          | 台木で発病し、一般栽培品種では症状は現れないが、台木が発病すると穂木の樹体が衰弱し、葉の小型化、黄化、果実の小玉化や結実不良などが起こり、枯死する。台木の皮層にゴマ状の壊疽が、木部に壊疽と縦縞状の凸凹（ピッティング）が生じる。 | 病原ウイルスとしては apple chlorotic leaf spot virus (ACLSV)、apple stem grooving virus (ASGV)、apple stem pitting virus (ASPV) の3種が知られている。穂木は発病しないが潜在感染し、ウイルスと接ぎ木時の台木の組み合わせによって発病する。台木の罹病性は系統によって異なり、マルバカイドウはACLSV感受性だがASPVとASGVには抵抗性（ただし潜在感染する）、ズミ（ミツバカイドウ）は3種ウイルス全てに感受性、コバノズミは系統によって異なる。矮性台木は3種ウイルス全てに抵抗性のものが多いが（M9, M26など）、JM1とJM5はACLSVに感受性。高接ぎする場合は、健全な木から穂木を採取する。発病初期には実生苗や抵抗性台木を寄せ接ぎし、樹勢回復を図る。有効な薬剤は存在しない。 |

病虫害以外では、ネズミやウサギによる獣害が生じることがある。特に冬季に、これらの動物が根や若木を食害し、枯死させることがある。ネズミに対しては殺鼠剤の利用や捕獲を行うことがあり、また若木の幹を金網などで保護することもある。

### 生理障害
病害や虫害など生物的要素による障害ではなく、温度、光、養分、水などの化学・物理的な環境要因によって起こる障害は、生理障害とよばれる。リンゴで起こる主な生理障害としては以下のようなものがある。
| 種類                          | 症状 | 原因と対策 |
| ----------------------------- | --- | --- |
| ホウ素欠乏症（縮果病）        | 果実の変色や奇形が生じ、また液が分泌され、果実内部にコルク組織が発生する。重症化すると新梢先端からの枯れこみや奇形葉が生じる。 | ホウ素不足が原因であり、ホウ素肥料を散布をする。 |
| マンガン過剰症（粗皮病）      | 樹皮が粗皮化する。 | マンガン過剰によるものであり、酸性土壌ではマンガンが溶出しやすいため起こりやすい。 |
| さび                          | 果実の表面に褐色のコルク層が形成されてさび状になる。                                                                           | 幼果時の多湿や降雨によると考えられている。 |
| ビターピット（苦疸病）(図21a) | 果皮に浅くくぼんだ褐色の斑紋が生じる。                                                                                         | カルシウム不足が原因であり、石灰施用や塩化カルシウム溶液（0.3–0.5%）散布をする。また、窒素とリンの過用を避ける。品種によって発生程度が異なる。                                                     |
| こうあ部裂果（つる割れ）      | 内部裂果が発生し、後に外部裂果へと進行する。                                                                                   | 果肉部と果皮部の細胞肥大に不均衡が生じたためであり、降水量が多いことや土壌の排水不良で起こりやすい。乾燥が著しい地域では果実の赤道部にも裂果が生じることがある。樹勢を強めないなど栽培管理を行う。 |
| みつ症(図21b)                 | 果肉の維管束周辺に糖が浸出して半透明化する。貯蔵中の内部褐変や腐敗の原因になることがある。                                     | 転流糖であるソルビトールの蓄積と細胞壁の構造変化による。品種にとって発生程度が異なる。一般的には敬遠されるが、日本においては現在は付加価値とされている（#リンゴの蜜参照）。                        |

### 気象災害
リンゴの栽培において、さまざまな気象現象が甚大な害をもたらすことがある。
開花期の前後の晩霜は、結実や果実の形態に甚大な被害を与える。花のついている部分の温度を氷点下以上にすることで回避できるため、防霜ファンによる空気の撹拌、資材の燃焼などで対処する。また、幼果期や果実肥大期における降雹は、果実に傷害痕をつけて商品価値を著しく下げる。雹が多い地域では園全面にネットを張って回避している例もあるが、設置費用が莫大になる。
果実に強い直射日光が当たっていると、その部分で果実表面の色が抜けて白色化し、やがて褐色化して商品価値を失うことがあり、「日焼け」とよばれる。また、除袋後の果実が紫外線によって褐色変色することもある。
台風や雪によって、果実の大規模な損失や、樹体に大きな損傷が起こることがある。1991年（平成3年）の台風19号は、9月27日夜から28日朝にかけて青森県に接近し収穫間際だったリンゴが軒並み落下し、被害面積は2万2400ヘクタール、被害数量は約38万トン、被害金額は約741億円に達した。そのため、この台風は「りんご台風」とよばれる。台風常襲地域では防風ネットや防風垣によって風害に対処していることもある。また、多雪地帯では、雪の重みで幹が割れたり枝が折れたりすることがある。そのため、若木の枝の結束や融雪剤の散布などを行う。また、雪害を受けた箇所は病原菌の侵入口になりやすいため、傷口に薬剤を塗ったり枝を切り落としたりする。

### 着果管理
リンゴは自家不和合性をもつため、和合性の品種の混植が必要である。また、日本ではマメコバチやセイヨウミツバチなどの放飼や、人工授粉を行うことが多い。日本以外では、人工受粉は極めて稀である。
リンゴに限らず果実生産の場合には、着果数が多すぎると養分を巡って果実間で競争が起こり、商品価値のある果実が得られなくなるとともに、翌年の花芽減少など樹体にダメージを与える。果実生産においては、しばしば着果過多となってしまうため、ふつう間引きを行う。間引きは早い段階で行う方が効果的であるが、果実の段階で自然落下することもあり、また労力の分散化のため、数回に分けて行われる。つぼみの間引きは摘らい（摘蕾）、花の間引きは摘花、果実の間引きは摘果とよばれる。リンゴの花序（花叢、花そう）は、最初に咲く中心花とその周囲にある側花からなるが（上図7a）、果実生産のための栽培ではふつう中心花のみ残して摘らい・摘花される。着果した後には、品種ごとに設定された葉果比に従って摘果する（果実が成熟するためには、光合成を行って果実に糖を供給する一定数の葉が周囲に必要）。葉果比は、‘つがる’や‘紅玉’では1果実/40–50葉、‘ふじ’やデリシャス系では1果実/70–80葉である。また省力化のため、ギ酸カルシウム剤や石灰硫黄合剤、ミクロデナポンなどを摘花・摘果剤として利用することもある。ただし欧米では、大きな果実が好まれないこともあり、摘花・摘果の頻度は低い。

### 着色管理
赤いリンゴの色は、リンゴが生成するアントシアニンによるものであり、着色するためには十分な日光が当たることが必要である（上記参照）。そのため、日本では光を遮る果実周囲の葉の除去（葉摘み defoliation）、光が均等に当たるように数日ごとに果実を回転させる玉回し（fruit rotation）、太陽光を反射させるための反射シートの敷設（図22a）などが行われる。また、葉摘みの省力化のため摘葉剤も開発されている。葉摘みや玉回しは、日本以外ではあまり行われていない。
さらに日本では、着色促進のために果実に袋かけ（bagging）をすることがあり、このような栽培は有袋栽培とよばれる。これに対して、袋かけをしない栽培は無袋栽培とよばれる。もともと袋かけは、果実を食害するモモシンクイガに対する防除のためであったが、現在では着色促進のために用いられる。まず幼果に二重袋や着色袋をかけて日光を遮断し、果皮のクロロフィル生成を阻害する。その後、アントシアニン合成が可能になる時期に除袋し、果実に日光を当てて着色を開始させるが、クロロフィルがないため果皮は鮮明に着色される。除袋の時期は品種や袋の種類によって異なるが、一般的に早生品種で収穫15–20日前、中生品種で収穫25–30日前、晩生品種で収穫35–40日前に行う。有袋栽培で得られた果実は、貯蔵性も向上する。またさびが生じにくくなる効果もあるため、さび防止のために遮光度の弱い袋を使用することがある。
| 品種                     | 無袋果 | 有袋果 |
| ------------------------ | ------ | ------ |
| ‘ふじ’                   | 15.4   | 14.7   |
| ‘スターキングデリシャス’ | 14.6   | 13.8   |
| ‘王林’                   | 16.0   | 14.4   |
| ‘ジョナゴールド’         | 15.0   | 14.0   |
| ‘陸奥’                   | 14.8   | 13.9   |

しかし、有袋栽培は労力がかかり、農家にとって大きな負担となる。また、有袋栽培した果実は、無袋栽培した果実にくらべて糖度、食味が低下する傾向がある（表7）。袋かけによる糖度低下の機構としては、遮光による果皮の光合成阻害、高温・高湿度による果実のシンク力（養分蓄積能）低下などが考えられている。さらに有袋栽培した果実は、除袋後に果皮の日焼けが生じやすい。
そのため、近年では無袋栽培が多くなり、着色性がよい枝変わり品種や着色促進剤なども利用されている。同一の品種で有袋栽培と無袋栽培が行われている場合、後者の果実に対して名称の頭に「サン」を付して呼び分けることがある（例: ふじとサンふじ; 図22b）。また、省作業のためおよび果実により多くの光合成産物を転流させるため、葉摘みをしないこともあり、このようにして得られたリンゴは「葉とらずリンゴ」ともよばれる。‘王林’や‘黄香’のような黄色系の品種は上記のような着色管理が基本的に不要なため、省力的品種と位置づけられているが、‘王林’など着花数が多い‘ゴールデンデリシャス’の特徴を引き継いだ品種では摘花に要する時間が多くなる。

### 収穫
品種（‘つがる’、デリシャス系など）によっては収穫前落果（後期落下）が起こりやすいため（上記参照）、合成オーキシン剤などの落下防止剤を散布することがある。ただしオーキシンは果実の成熟を促進して貯蔵性を低下させることがあるため、散布時期や濃度を適正にする必要がある。
収穫適期は品種やその年の天候、場所や木によっても異なり、果実の色、硬度、食味、糖度、蜜入り程度、ヨード反応指標などさまざまな要素を総合して判定される。また出荷様式によっても異なり、基本的に樹上で早く完熟した果実から収穫されるが、短期間貯蔵してから販売される果実は樹上で比較的遅い時期まで成熟させてから収穫され、長期間貯蔵してから販売される果実はやや早い成熟段階で収穫される。
収穫された果実は、目視または重量センサーやカラーセンサーを装備した選果機によって選果される。そのほかにも、成熟度合い、甘さ、酸味、蜜入り程度、果肉障害などが非破壊的に判定される。

### 貯蔵

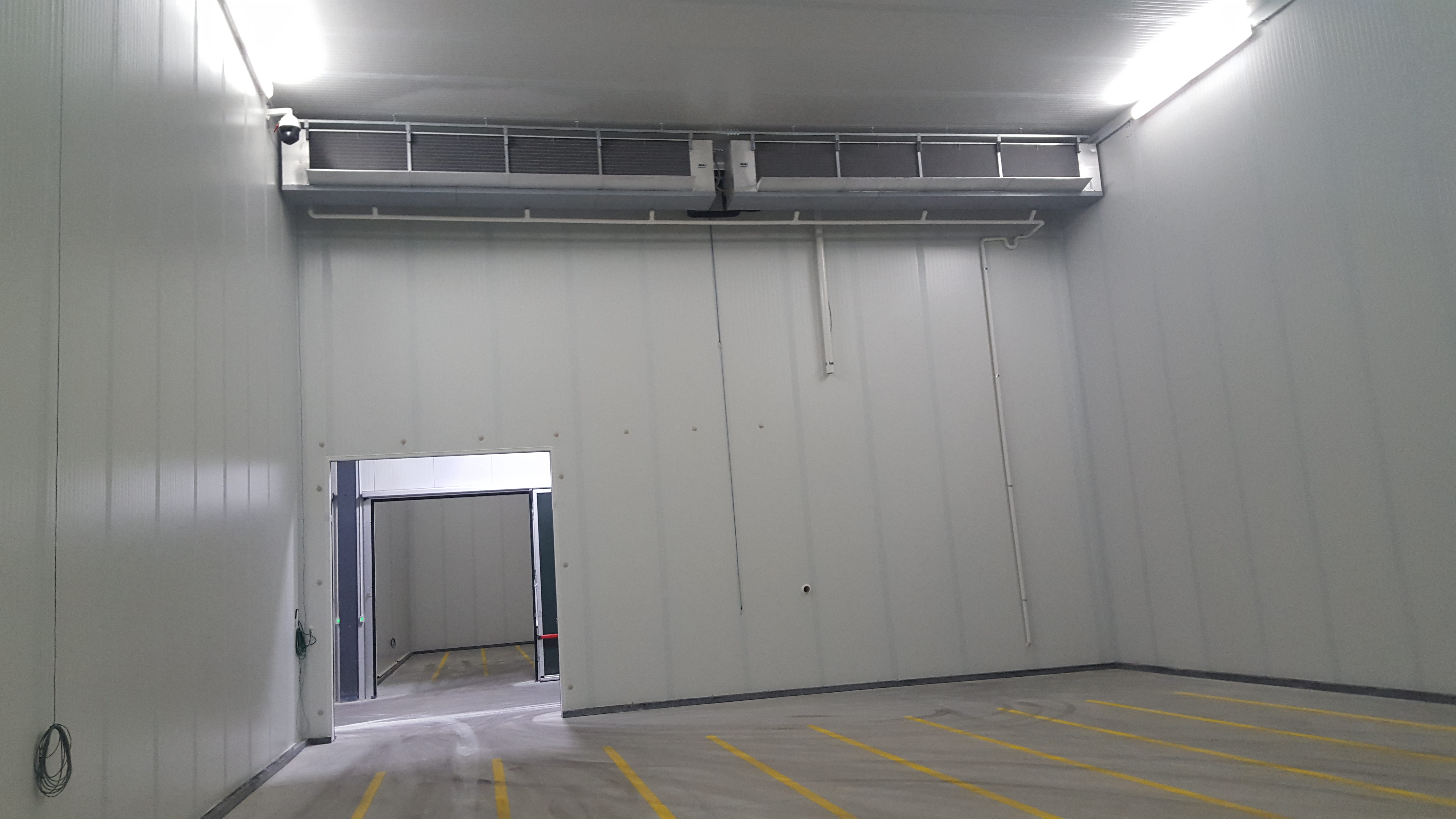
23. CA貯蔵庫

リンゴの果実は成熟時に呼吸が一時的に上昇し、エチレンが増加して急激に成熟が進むクライマクテリック型果実であり、これを考慮した貯蔵が行われる。日本では、早生リンゴが出回る時期まで、貯蔵されていた前年のリンゴが出荷されるため、リンゴは周年供給されるようになっている。普通冷蔵では、温度を0から-1°C、湿度を90–95%にして保存する。一方、20世紀後期から、リンゴ果実の長期貯蔵法としてCA貯蔵（controlled atmosphere storage; 図23）が広く普及している。CA貯蔵法は、温度・湿度は普通冷蔵と同様であるが、ガスをコントロールして低酸素（1–3%）、高二酸化炭素（1–3%）の密閉条件で果実の呼吸を抑制して貯蔵する方法である。ガスの最適濃度条件は、品種によって異なる。ただし、熟度の進んだ果実をCA貯蔵すると貯蔵障害が発生して鮮度の著しい低下が起こることがある。他に、水分は通さないが二酸化炭素などは透過するプラスチック素材で個々の果実を密閉して鮮度保持をするMA貯蔵法もある。また近年では、エチレンの作用阻害剤である1-メチルシクロプロペン（1-methylcyclopropene, 1-MCP）を鮮度保持剤とすることで貯蔵期間を飛躍的に伸ばすことが可能になっている。
室内でも、1–2週間ほどは保存できる。冷蔵庫で保存する場合は、水分蒸発を避けてポリエチレン袋などに入れて密封しておくことで、1–3か月ほど保存できる。特に長期保存したい場合には、果実を1個ずつ新聞紙やキッチンペーパーなどで包んでからポリエチレン袋に入れ密封しておくと良いとされ、また果柄（つる）のある側を上にしておくとエチレン放出量が減るため、保存には望ましいとされる。

## 利用
リンゴは生食されるほか、調理されたり、ジュース、アルコール飲料の原料とされる。

### 成分
リンゴの果実の水分含量は、84%程度である（表8）。リンゴは比較的低カロリーであり、果実1個あたり（約300グラム）に換算しても160キロカロリー程度である。糖類としてフルクトース（果糖）、スクロース（ショ糖）、グルコース（ブドウ糖）およびソルビトールが含まれ、その割合は品種や成熟度などによって異なるが、一般的にフルクトースが約半分を占める。フルクトースにはα型とβ型があり、低温だとβ型が多くなるが、β型の方が約3倍甘いため、リンゴは冷やした方が甘くなる。また有機酸としてはリンゴ酸が多く、他にクエン酸や酒石酸を含む。食物繊維としては、ペクチンなどの水溶性食物繊維、セルロースなどの不溶性食物繊維が存在し、整腸作用などがある。調理によって溶出して失われやすいミネラルであるカリウムが比較的多く、リンゴはふつう生食するためカリウムを摂取しやすい。カリウムは、高血圧などの原因となるナトリウム（塩分）を排出する働きをもつ。リンゴの果実には約50種類のポリフェノールが含まれており、そのうちプロシアニジン類が60%以上を占め、他にカテキン類やフェノールカルボン酸類、フロレチン配糖体類が多い。これらポリフェノールは高血圧、動脈硬化、糖尿病などの生活習慣病、肥満の予防、抗アレルギー作用、老化予防、紫外線による炎症抑制などの効果があることが示唆されている。ポリフェノールは、特に皮や芯の部分に多く含まれており、この部分を摂取することも推奨されている。

#### リンゴの蜜

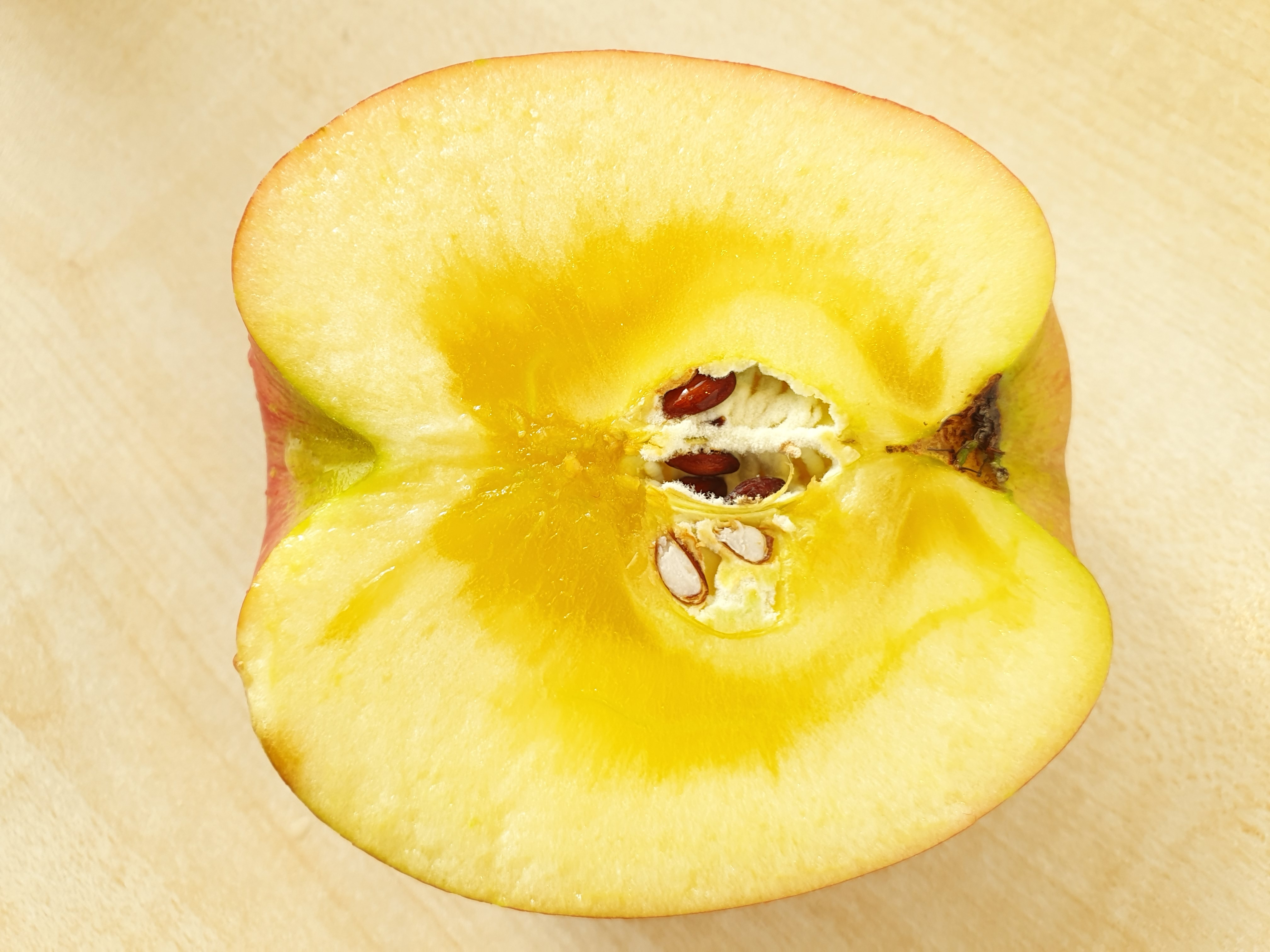
24. 蜜が入った‘ふじ’

成熟した果実では、転流糖（葉などから送られる糖）であるソルビトールをフルクトースやグルコースに変換する能力が低下し、果実の中心付近の細胞間隙にソルビトール水溶液が蓄積し液浸状の半透明となることがあり、このような状態はリンゴの「蜜（みつ）」とよばれる（図24）。日当たりの良い樹上完熟の大果でよく発生する。蜜の入りやすさは品種によって異なり、‘ふじ’やデリシャス系では蜜が入るが、‘王林’、‘ジョナゴールド’、‘つがる’などでは蜜は入らない。「蜜」とよばれるが、ソルビトールの甘さはフルクトースなどに比べて低く、また水で薄められているため果肉より甘いわけではない。ただし、蜜の存在はその果実が十分に熟した状態にあることを示している。また、蜜の部分には、リンゴの香り成分であるエチルエステル類などが多く含まれていることが報告されている。蜜が多く入る「みつ症」になると果肉の褐変や腐敗が起こりやすくなり、貯蔵性が低くなるため、生理障害として農家には好まれてこなかったが（上記参照）、現代日本では「蜜入リンゴ」として付加価値となっている。ただし、このような性質があるため、蜜が入った果実は長持ちはしない。

#### 有害成分

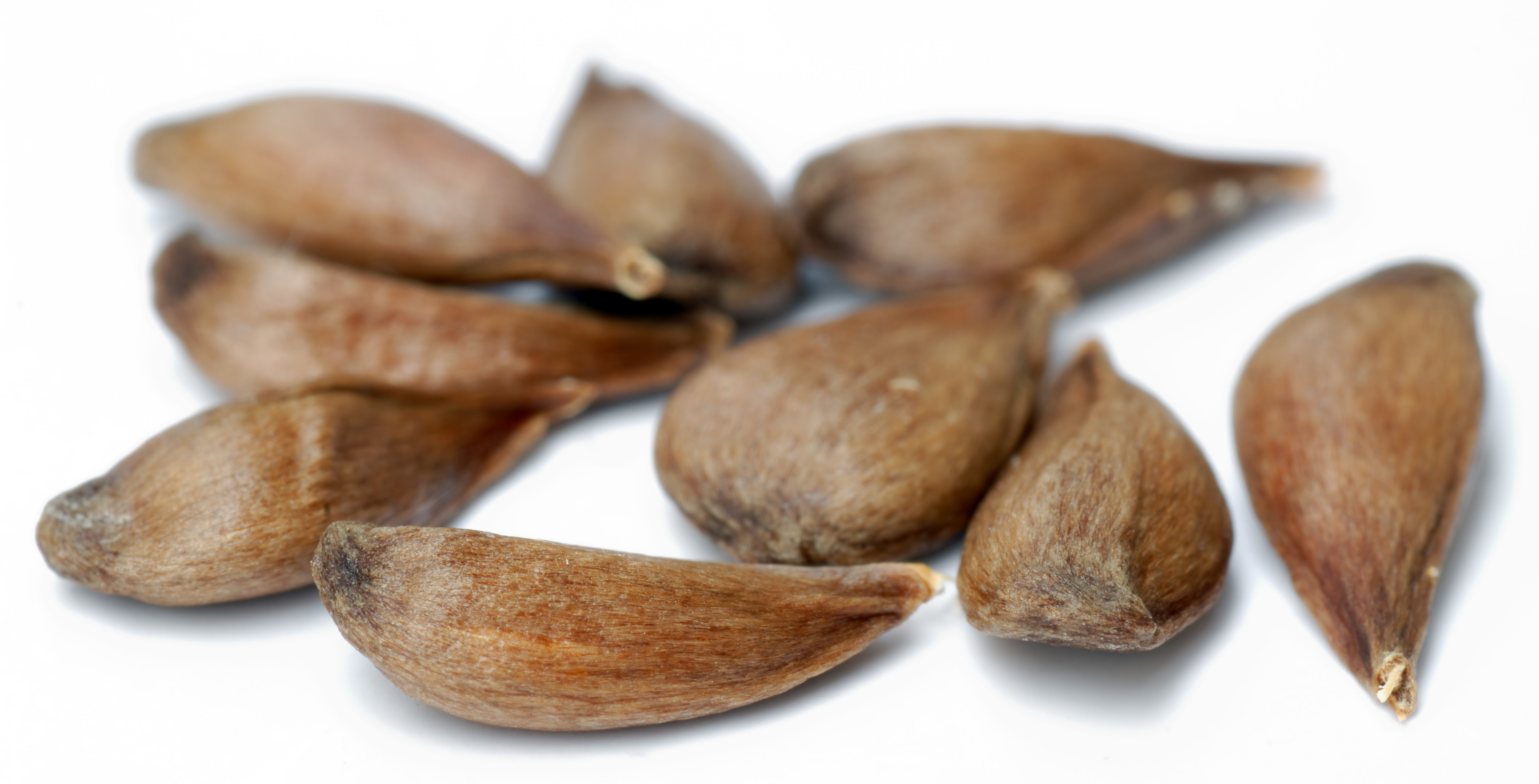
25. 種子

リンゴの種子（図25）には、シアン配糖体であるアミグダリンが含まれている。アミグダリンはマンデロニトリルとグルコースに分解され、前者はさらに分解されてベンズアルデヒドと有毒なシアン化水素（青酸）が生成される。ただし、リンゴ一個分の種子程度では、害はないとされる。
シラカバ花粉症を持つ人の中で一定割合の人は、リンゴやモモなどバラ科植物の果実を食べた際に舌や咽喉（のど）にアレルギー症状を示すことがある。
リンゴジュースなど加工製品において、特定のカビが生じてパツリンという毒素を産生することがある。そのため、リンゴ果汁製品についてはパツリン含量を 50 µg/kg 以下とする規制が存在する。

### 食用

#### 生食
リンゴは、生食されることが多い。欧米では、皮のついたまま、切らずに食べることも少なくない（下図26a）。リンゴを放射状に切り分けるアップルカッターが用いられることもある（下図26b）。日本では、軸を中心に8等分ほどにカットし、芯を取り除いて皮をむく（カット前にむく場合もある）「くし形切り」が一般的である。また、くし形切りにおいて、皮を一部のみV字型にむいて「りんごうさぎ」とすることもある（下図26c）。他にも、赤い皮を利用したさまざまな飾り切りがある。洗ったものを横向きに薄く輪切りにする「スターカット」もあり、皮や芯が食べやすくなるため栄養的に推奨されていることもある。
リンゴの果実を切ると果肉が褐変するが、これは果肉に含まれるポリフェノール分解酵素によってポリフェノールが酸化されるためである。塩水やビタミンC溶液につけることによってポリフェノール分解酵素の活性が抑制され、褐変しにくくなる。また、‘千雪’など品種によってはポリフェノール分解酵素の活性が低いため、褐変しにくい。

#### 調理
生リンゴを切ってサラダに利用することも多く、セロリ、クルミ、リンゴをマヨネーズであえたウォルドーフサラダなどがある（下図27a）。豚肉をリンゴと煮込んだポットロースト、リンゴのソテー、リンゴのシチューなどもある（下図27b, c）。すりおろしたリンゴを、焼肉のたれやカレーの隠し味として利用することもある。ピザの具とされたり、キムチとされることもある（下図27d）。リンゴは、切って乾燥させたドライアップル（干しリンゴ）としても利用される（下図27e）。
リンゴを利用した菓子は以下のとおり。
- 焼きりんご[239]
- アップルパイ-砂糖煮にしたリンゴを詰めたパイである[232]（下図28a）。
- アップルクリスプ-切ったリンゴにクラム生地をのせて焼いたもの[240]。
- アップルダンプリング-皮や芯を除いたリンゴの窪みに砂糖やバターなどを詰めてパイ生地で包んで焼いたもの[232]（下図28b）。
- ブールドロ-リンゴを丸ごとパイ生地で包んで焼いたもの[241]。
- アップルシュトゥルーデル-リンゴを薄く伸ばしたパイ生地で重ね包んで焼いたオーストリアのお菓子[242]。
- アップルシャルロッテ-パンと煮たリンゴで作るプディングである[232]。
- タルトタタン-甘酸っぱく煮たリンゴの上にパイ生地をのせて焼いたもの[243]。
- エーブルグロッド-刻んだりんごを砂糖でやわらかく煮たもの[244]。
- パスチラ-リンゴのピュレに卵白、砂糖を加えて焼き上げたロシアのお菓子[245]（下図28c）。
- りんご飴-小型のリンゴに棒をつけてシロップや飴でコーティングしたもの[232][246][247]。
- キャラメルアップル（キャラメルりんご）-キャラメルでりんごをコーティングしたもの[240][236]（下図28d）。

リンゴの果肉を砂糖などとともに煮込んで、リンゴジャムやアップルバター、アップルソースがつくられる（下図28e）。すりおろしたリンゴやリンゴを煮崩したアップルソースは、離乳食にも使われる。

#### 飲用

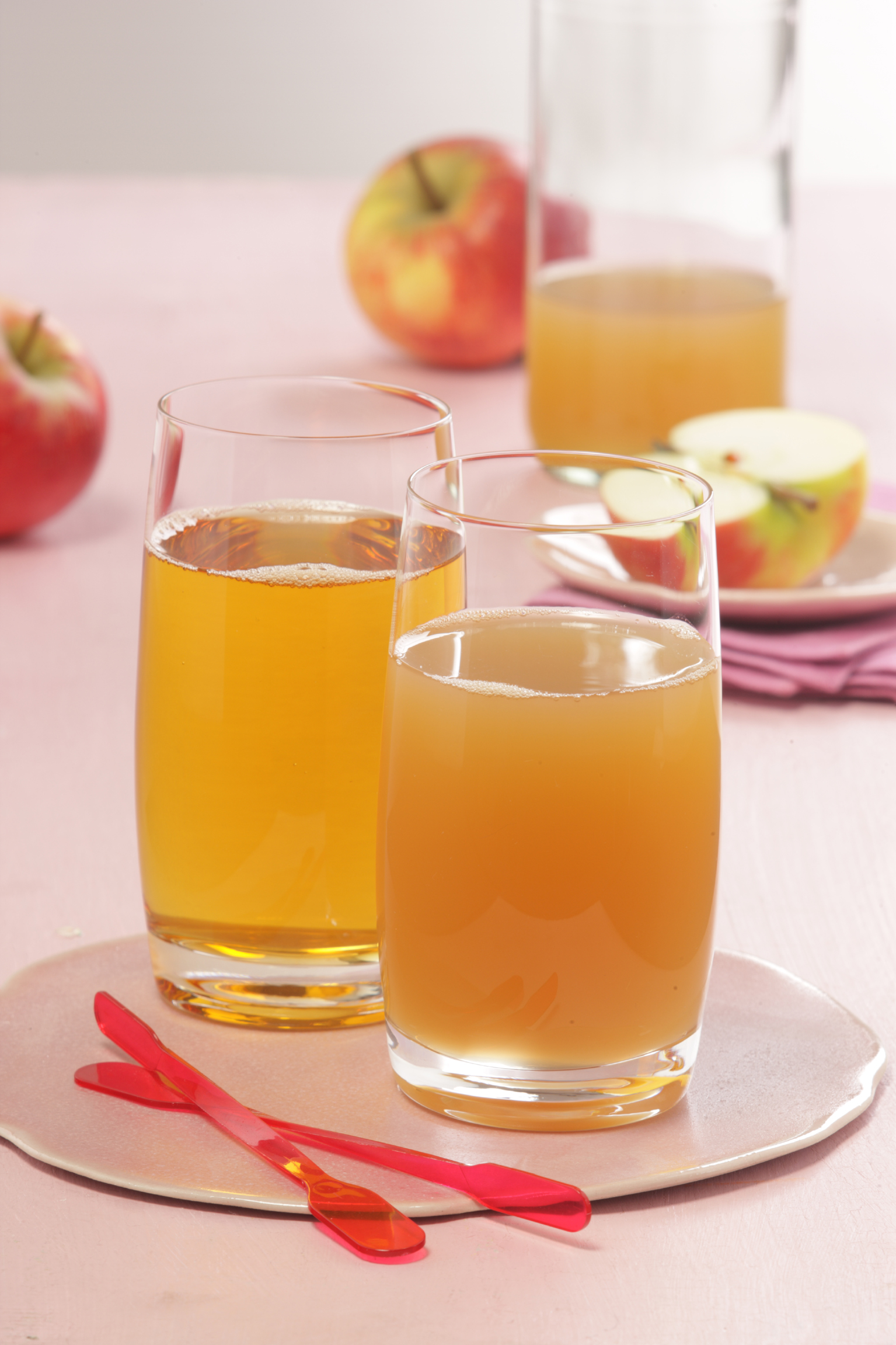
29. 清澄タイプ（左）と混濁タイプ（右）のリンゴジュース

リンゴ果汁からつくられたジュースは、リンゴジュース（アップルジュース）とよばれる（図29）。リンゴジュース用の品種もあるが、日本で生産されるものは、生食用リンゴの余剰品が流用されることが多い。リンゴ果肉にはクロロゲン酸やカテキン類などのポリフェノールが多く、またポリフェノール酸化酵素も含まれるため、そのままでは急速に褐変が進んでしまう。この褐変反応を防止するため、果汁充填時の窒素置換による酸素遮断、クエン酸などによる阻害、加熱（60–70°C）による酵素失活、ビタミンC添加による酸化抑制などの処理が行われる。市販されているリンゴジュースは、生果を搾ったままの混濁タイプと、ペクチン分解酵素によって混濁物質を除去した清澄タイプがある（図29）。日本で生産されるリンゴジュースはほとんど混濁タイプであり、清澄タイプは海外から輸入した果汁に依存している。
リンゴ果汁を発酵させてつくられた醸造酒は、日本ではフランス語読みでシードル（cidre）とよばれることが多く、りんご酒ともよばれる（図30）。スペイン語読みではシードラ (sidra)、イタリア語読みではシドロ (sidro)、英語読みではサイダー（cider）であるが、日本語でのサイダーはふつう清涼飲料水の一種を指す。北米ではサイダー（cider, sweet cider, apple cider）はリンゴジュースを意味し、リンゴ醸造酒はハードサイダー (hard cider) とよばれる。また、ドイツではアプフェルヴァイン（Apfelwein、アップルワイン）ともよばれる。シードル（サイダー）の語源は、ラテン語のシセラ (sicera)、ギリシア語のシケラ (sikera) であり、さらに果実酒などを意味するヘブライ語やフェニキア語のシェカール (shekar) に由来する。
シードル原料のリンゴは、複数の品種がブレンドされることが多い。シードル用の品種も存在し、タンニンが含まれるため苦味と渋みが強く、シードルに芳香とコクが生まれ、さっぱりとした辛口になる。シードル用リンゴは、スイート（低タンニン、酸味弱め）、ビタースイート（高タンニン、酸味弱め）、ビターシャープ（高タンニン、酸味強め）、シャープ（低タンニン、酸味強め）に分けられる。リンゴはしばらく貯蔵して余分な水分とエチレンを放出させ、デンプンを糖化させる。リンゴは皮がついたまま破砕され（下図31a）、プレス機にかけられて搾汁される（下図31b）。得られた果汁はタンクなどに入れられ、酵母を加えて（またはリンゴの皮に付着していた酵母によって）一次発酵を行わせ、およそ2–4週間で終了する。一次発酵が終了したものはしばらく寝かせて不純物を沈殿させ、上澄みだけを取り（澱引き）、さらに濾過することもある。これをそのまま製品とすることもあるが、さらに糖を追加して二次発酵を行わせるものもある。シードルはしばしば発泡性であり（発泡タイプ）、密封容器中での二次発酵によって自然に発泡性となるものもあるが、人工的に炭酸ガスを注入したものもある。無発泡性のシードルは、スティルタイプとよばれる。リンゴを通常の収穫期に収穫せず枝につけたままにし、冬季に果実を凍らせて糖度が高い状態にしてつくられるシードルは、アイスシードルとよばれる。セイヨウナシやマルメロ、ベリー類などの果実、ショウガなどのスパイスやハーブを加えて香りづけしたものもあり、フレーバーシードルとよばれる。
世界中のリンゴ産地では、その地域特有のシードルが生産されている。シードルの伝統的な産地は英国（ブリストル地方）、フランス（ノルマンディー地方）、スペイン（北部）であり、2016年時点でもヨーロッパの生産量が世界全体の64%を占めていた。以下はアフリカ（11%）、北米（11%）、オーストラリア（8%）、南米（5%）であった。ヨーロッパ内では生産量、消費量とも英国が最も多い。

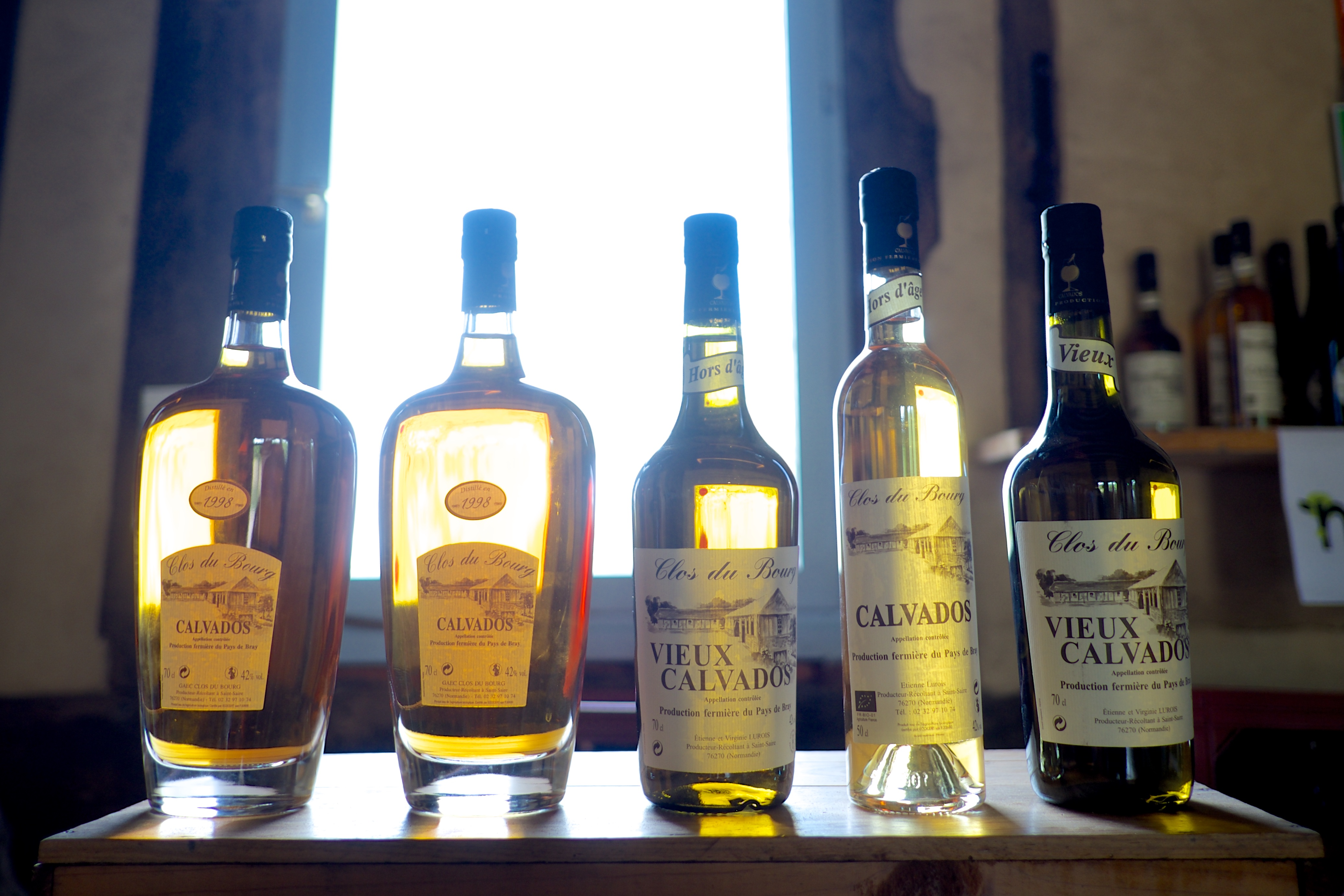
32. カルヴァドス

このようなリンゴの醸造酒を蒸留して熟成したものもつくられており、アップル・ブランデーとよばれる。特にフランスノルマンディーのカルヴァドス地方のアップル・ブランデーは高品質で知られ、カルヴァドスとよばれる（図32）。カルヴァドスの名は検定付き原産地呼称（AOC）であり、一定の条件を満たしたものだけが原産地を呼称することができる。
米国の開拓時代には、シードルの樽を屋外に置いて凍らせ、氷を除くことでアルコール度数の高いアップルジャックがつくられていた。しかし現在では、アップルジャックは一般的な蒸留酒と同様に蒸留してつくられている。

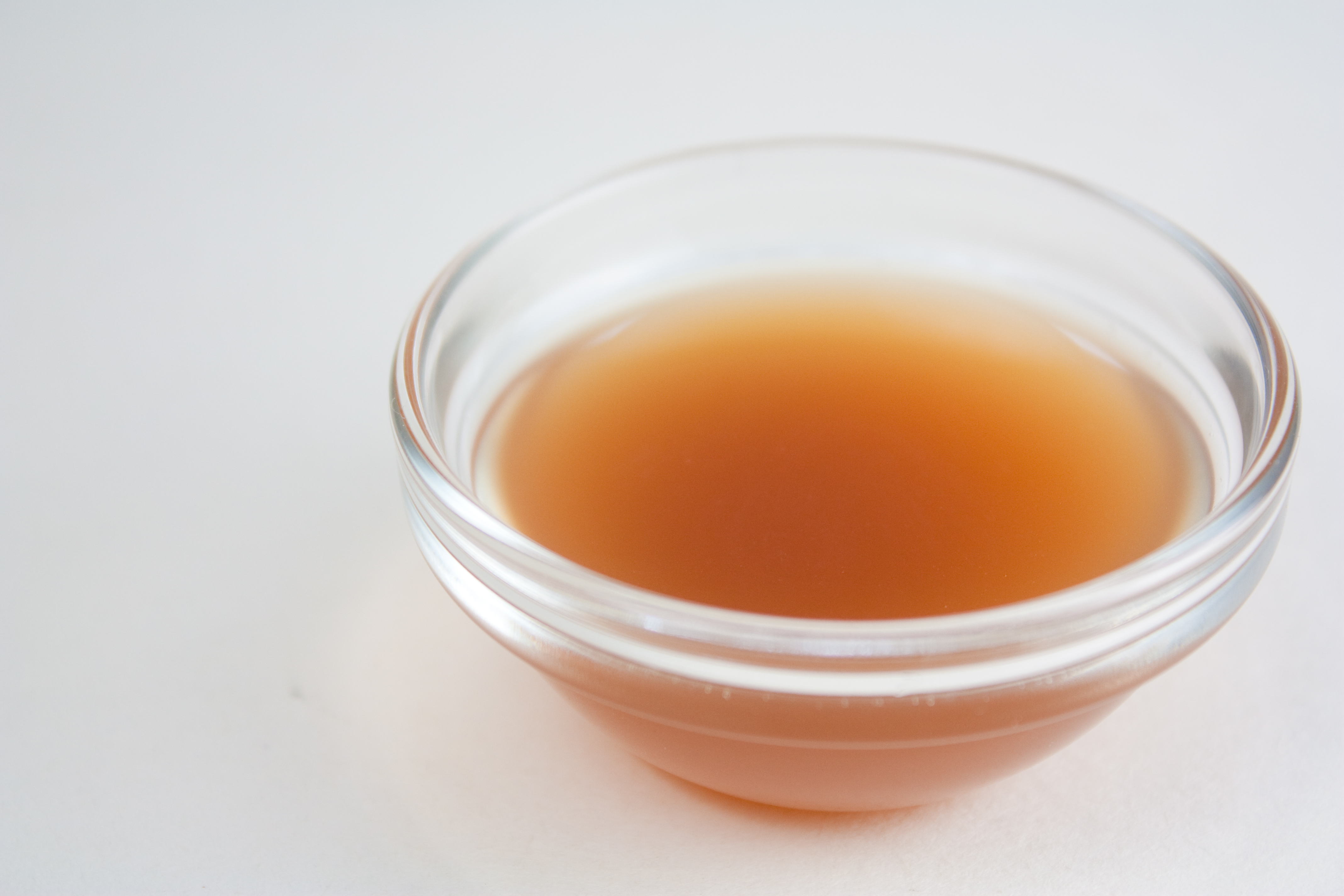
33. リンゴ酢

リンゴ果汁を主原料とした果実酢は、りんご酢とよばれる（図33）。軽い味わいであり、酸味がそれほど強くない。洋食やドレッシングに使われる。飲料用のリンゴ酢も販売されている。

### 薬用
果実は、リンゴ鉄エキス、リンゴ鉄チンキなど、補血剤の製薬原料としても用いられている。1835年、リンゴの木の樹皮からフロリジンが発見されている。同じく木の樹皮から抽出されるキニーネのように、フロリジンは当初解熱薬や抗炎症薬、抗マラリア薬として使用されていたが、後に腎臓の近位尿細管からのブドウ糖再吸収を阻害する作用を持つことが分かった。SGLT受容体の阻害作用による効果であるが、フロリジンはSGLT2選択性が低く医薬品とすることはできなかった。フロリジンの分子構造を改良してSGLT2選択性を高め、副作用を低減した薬剤が糖尿病治療薬のSGLT2阻害薬として2013年3月にFDAに認可された。日本では2014年から初のSGLT2阻害薬としてイプラグリフロジンの販売が始まり、2016年までに6種類の薬剤が流通している。なお、リンゴの果実には血糖を下げる効果はない。
生薬として、果実は林檎、葉は花紅葉（かこうよう）ともよばれる。民間療法では、胃酸過多、胃アトニー、慢性胃炎、慢性下痢症に、生リンゴ果実1個分をすりおろして食べたり、ジュースにしたり、そのまま食べる。子供は年齢に応じて量を加減する。乳幼児の下痢に、すりおろしたリンゴ果実の果汁を飲ませるとよく、下痢が止まったら母乳、ミルクに切り替えるとよいといわれている。アメリカ北東部のバージニア州周辺では、りんご酢に蜂蜜を加えたものが保健飲料として、昔から飲まれている。あせもには、乾燥させた葉50グラムほどを浴湯料にして布袋に入れて風呂に入れる。リンゴは美容のためのスキンケアとして利用されることがあり、リンゴをすりおろしたものをレモン果汁、ヨーグルト、はちみつなどを合わせて顔に塗ってフェイスマスクとする。

### その他
リンゴの木の樹皮にはジヒドロカルコンやフラボノイドが含まれ、黄色い色素の原料となる。
上記のように、成熟したリンゴの果実はエチレンを放出するが、エチレンはさまざまな機能をもつ植物ホルモンであるため、これを用いた中高のさまざまな授業実験が考案されている。成熟したリンゴを含む密閉容器に、未成熟のリンゴやバナナを入れて成熟を促進させる実験や、葉のついたツバキの枝を入れて落葉させる実験、トウモロコシの芽生えを入れて根の伸長阻害を起こさせる実験などがある。ただし、さまざまな要因が実験結果に影響するため、望む結果が得られないこともある。

## 文化

### 神話・伝承
リンゴは古くから知恵、不死、欲望、豊饒、美、愛などのシンボルとされ、さまざまな民族が神話や伝説でリンゴを扱っている。

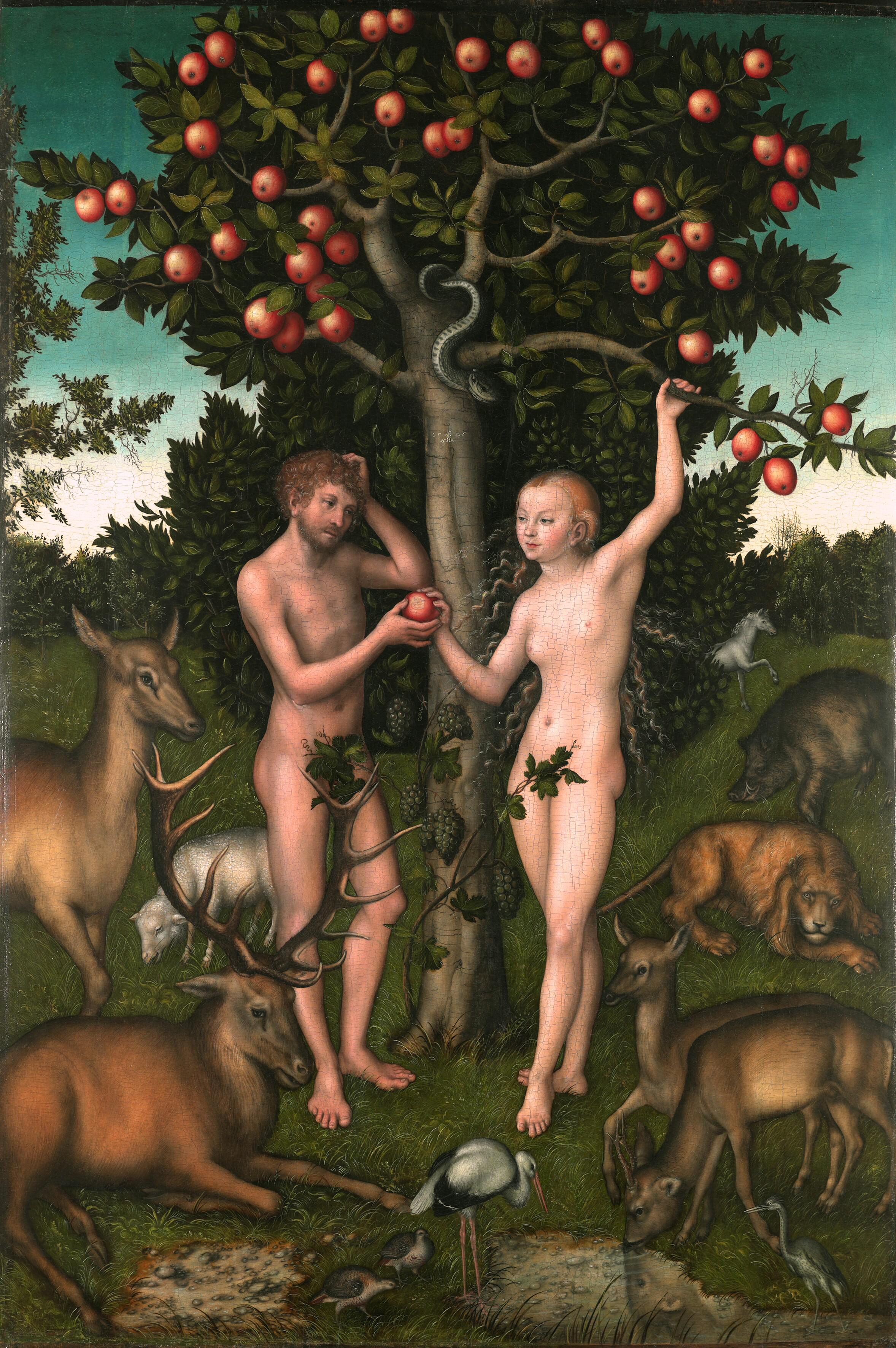
34. アダムとイブとリンゴ（ルーカス・クラナッハ、1526年)

旧約聖書において、エデンの園にいたアダムとイヴが蛇にそそのかされて食べた「禁断の果実」（知恵の実）にはリンゴが当てられることが多く、様々な絵画にも描かれている（図34）。そのため、リンゴは誘惑の象徴ともなっている。また、この際に神に見つかったアダムが、慌ててリンゴを飲み込んだところ、これが喉に引っ掛かって喉仏になったとする伝承があり、そのため喉仏は「アダムのリンゴ (Adam’s apple)」ともいわれる。ただし、旧約聖書のヘブライ語原文では単に「果実」とされており、これがリンゴと特定されているわけではない。エデンの園の舞台とされるメソポタミア地域は、リンゴの生育には適していない。そのため、この果実をアンズ、マルメロ、シトロン、ザクロ、イチジクなどとする説もある。東方教会やイスラム教では、この果実はイチジクまたはオリーブとみなしている。西欧で禁断の果実がリンゴとされたのには「リンゴ」を意味するラテン語の mallum が、「邪悪さ」も意味していることが関係しているとも考えられている。
ギリシア神話には、リンゴがしばしば登場する（ただし古くは、木に実る丸い果実は全てギリシア語で同じ言葉で表されていたため、これらはリンゴではなかった可能性もある）。愛の女神であるアフロディテはリンゴを愛し、リンゴとともに描かれることが多い。「最も美しい女神に与えられる」と記された黄金の林檎（不和の林檎）を巡ってヘラ、アテナ、アフロディテの3女神が争い、遂にトロイア戦争に至るエピソードがある（パリスの審判）。また、ヘラクレスの12の冒険の中で11番目のものは、ドラゴンとニンフに守られたヘスペリデスの園から不老不死のシンボルである黄金のリンゴを取ってくる話である（下図35a）。ヒッポメネスは、アフロディテにもらった黄金のリンゴを投げて時を稼ぐことで駿足の女狩人アタランテとの競走に勝ち、彼女との結婚に成功したとされる（下図35b）。
ゲルマン神話では、春と再生の女神イズンが永遠の若さを保つ金のリンゴを保管しており、神々はこれを食べることで若さを維持していた（上図35c）。嵐の巨人スィアチが女神とリンゴを盗んだため神々は急に老い始めたが、神々に脅されたロキが女神とリンゴをアースガルズに連れて帰り、神々は若さを取り戻したとされる。リンゴは豊饒の女神フレイヤに捧げられ多産の象徴ともされ、オーディンはリンゴを送ることで孫レリルの妃を妊娠させた。ケルト神話では、リンゴによって永遠の若さや命を得る話や、リンゴの木の下で眠ってしまった英雄が異界の女に連れ去られる話が多い。ケルト神話において、永遠の若さの国は金のリンゴが実る国とされ、「リンゴの国」と表現された。アーサー王伝説では、裏切り者の甥であるモードレッドと戦い、これを倒したが自らも致命傷を負ったアーサー王は、不死をもたらす金のリンゴが育つ島アヴァロンへ旅立った。
リンゴは神聖な木ともされ、占いに使われた。クリスマスや大晦日の夜には、若い娘がリンゴの皮をむいて肩ごしに後ろに投げ、この皮が未来の夫の名の文字を形作るとされた。聖トマスの日の夜には、リンゴを切って含まれる種子の数を数え、偶数であればまもなく結婚できるが、奇数だと結婚できないとされた。また、庭のリンゴが秋に花を咲かせると所有者は死ぬともされた。このようにリンゴは人の幸・不幸と深くかかわっているとされ、ドイツのいくつかの地方では男子が生まれると、リンゴを誕生樹として植える習慣があった。また二又になったリンゴの若枝は占い棒 (dowsing rod) とされ、手にとって水脈や鉱脈のありかを探るのに使われた。
スイスの農民であるウィリアム・テル（ヴィルヘルム・テル）がハプスブルグ家の代官であるヘルマン・ゲスラーに抗い、息子の頭の上に乗せたリンゴを矢で射抜くよう命じられ、これを成功させたとする伝承はよく知られている。テルはスイス独立運動の英雄とされ、またシラーの戯曲（1804年）やロッシーニの歌劇（1829年）で有名になった。

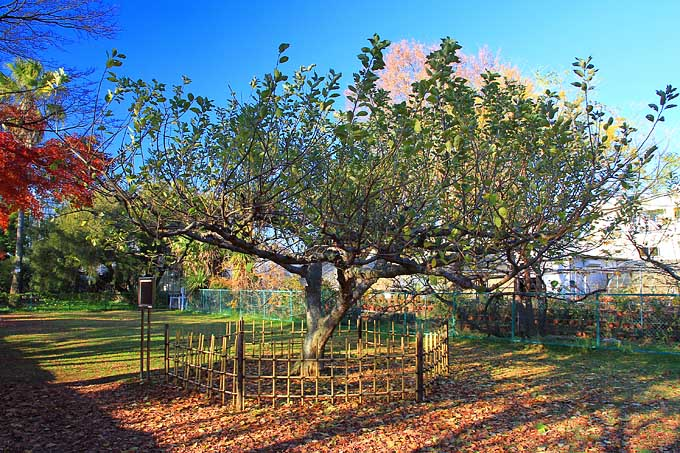
36. ニュートンのリンゴ（小石川植物園）

近代理論科学の先駆者であるアイザック・ニュートンが、木から落ちるリンゴを見て万有引力の法則のアイディアを得た、という逸話はよく知られている（詳細はアイザック・ニュートン#リンゴについての逸話を参照）。この話は実話だった可能性もあるが、伝説化している。このリンゴは‘ケントの花 (Flower of Kent)’とよばれる品種であり、収穫前に落果する性質が強い。現在でもこの木を接ぎ木したものは、現地や世界各地で保存されている。日本には1964年に、イギリス物理学研究所のサザーランド卿から日本学士院長の柴田雄次に苗木が寄贈されたが、防疫検査により、この苗木は高接病ウイルスに感染していることが発覚し、焼却処分も検討された。しかし学術上貴重なものであることなどから、例外的に東京大学理学部附属小石川植物園に隔離され、1980年にウイルス除去に成功した（図36）。これ以降、「ニュートンのリンゴ」は植物園など日本各地で栽培されている。

### シンボル
英国のロックバンドであるザ・ビートルズは、1968年にレコード会社であるアップル・レコードを設立した。社名にApple（リンゴ）を用いたのは、子供が最初に学ぶ単語がAppleであるため（頭文字が最初のアルファベットであるA）、新しいビジネスにふさわしいと考えたためとされる。アップル・レコードのレーベルデザインには、ルネ・マグリットの作品に描かれていた青リンゴの品種である‘グラニースミス’を用いている。

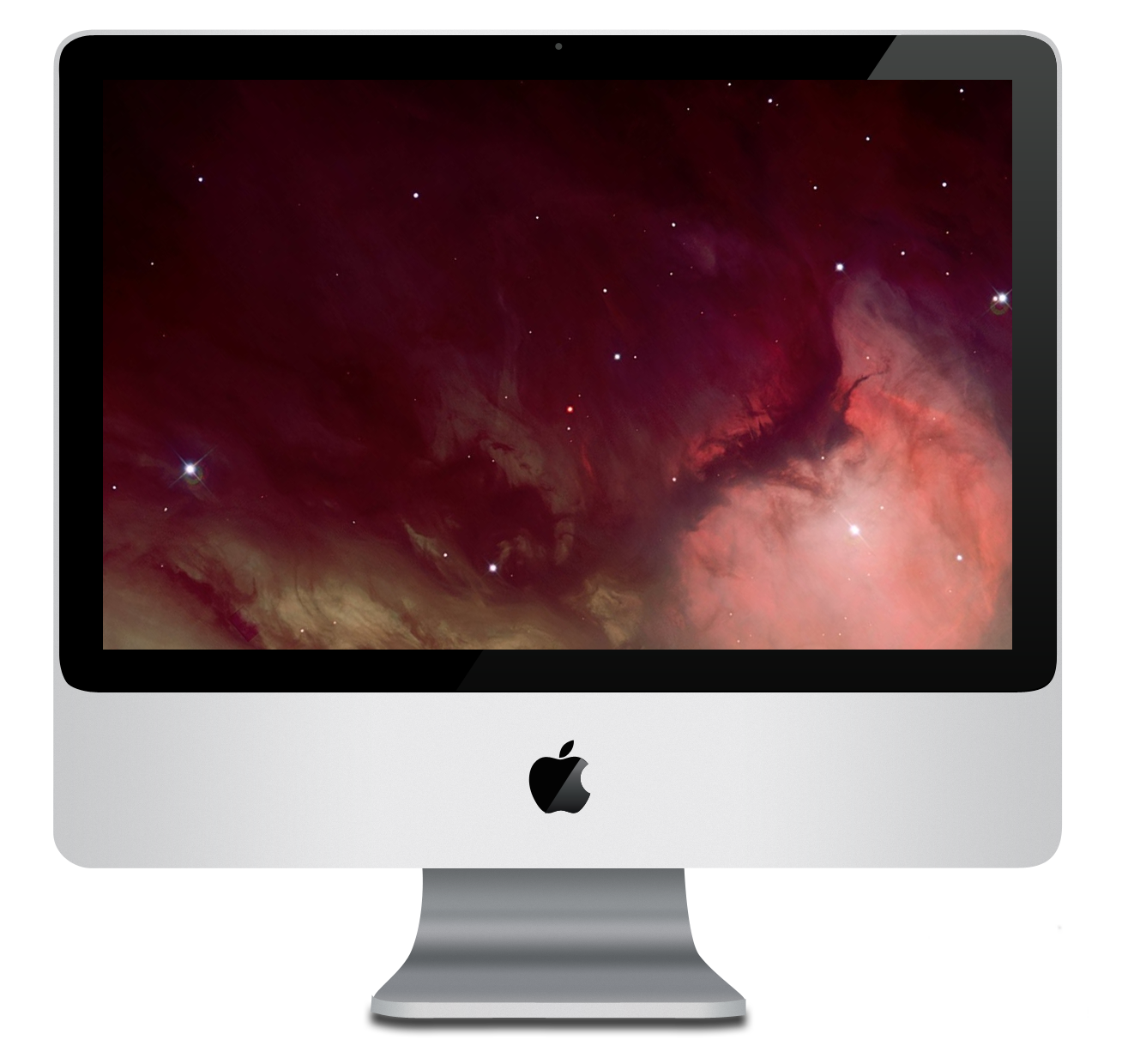
37. iMac

スティーブ・ジョブスと共同設立者たちは、1976年にパソコンメーカーであるApple Computer Company（2007年以降はApple Inc.）を設立した。社名の由来については、ちょうどその時果物ダイエットをしていてリンゴ農園から帰ったばかりのジョブスが、Appleの名は「fun, spirited and not intimidating（楽しくて、元気があって、威圧的ではない）」と感じたためであると述べている。会社の初期のロゴは、リンゴの樹の下に座るアイザック・ニュートンの精緻なイラストであったが、1977年に一口かじられたリンゴを示すシンプルなロゴが誕生し、2024年現在でも使われている（図37）。一口かじられたリンゴは、知恵の実（禁断の果実）を食べたことを象徴し、また、かじる (bite) と情報量単位であるバイト (byte) をかけている。同社のパソコンである「マッキントッシュ（Macintosh, Mac）」の名も、著名なリンゴ品種である‘マッキントッシュ (McIntosh)’（日本名は‘旭’）に由来する（図37）。
米国のニューヨーク市は、「ビッグ・アップル」とよばれることがある。「大金が手に入る一流の場所」という意味であり、もともと競馬記事を書いていたジョン・フィツジェラルドが1920年代に編み出したキャッチフレーズであったとされる。1970年代、ニューヨーク市のニックネームを探していたコンベンションビューロー社長のチャールズ・ジレットがこの名を再び用い、それ以来定着した。

#### リンゴをシンボルとする日本の自治体
上記のようにリンゴを広く栽培している地域では、リンゴを自治体の花や木に指定していることも多い。青森県は、リンゴを県の花としている。また、以下の市町でも、リンゴを市町の花または木としている
- 北海道：余市町（花、木）[276]、七飯町（花）[277]、釧路町は同属別種のエゾノコリンゴを町の木としている[278]。
- 青森県：弘前市（木）[279]、黒石市（花）[280]、平川市（花）[281]、藤崎町（花）[282]、板柳町（花）[283]、鶴田町（花）[284]
- 秋田県：横手市（木）[285]
- 長野県：長野市（花）[286]、飯田市（木）[287]、中野市（木）[288]、坂城町（花木）[289]、小布施町（花）[290]、山ノ内町（花）[291]、飯綱町（花）[292]

1931年、クライド・パングボーンとヒュー・ハーンドンが乗機したミス・ビードル号が日本の淋代海岸（青森県三沢市）を飛び立ち、米国ワシントン州のウェナッチにたどり着き、世界初の太平洋横断無着陸飛行を達成した。リンゴ産地であった離陸地において、地元住民の小比類巻チヨは、数十個のリンゴ（‘紅玉’）を両飛行士に手渡した。リンゴは飛行中の両飛行士を勇気づけ、またパングボーンは着陸を見守っていた母にリンゴを渡したという。両飛行士は、返礼としてリンゴ産地であるウェナッチで当時評判であった‘リチャードデリシャス’（‘レッドデリシャス’の枝変わり品種）を一箱送ったが、防疫上の理由で受け入れられなかった。代わりに、青森県苹果試験場は‘リチャードデリシャス’の穂木を送ってもらい、これを育成した。太平洋無着陸横断飛行50周年を契機として、1981年に三沢市とウェナッチ市は姉妹都市を締結した。

### ことわざなど
「リンゴ売りの手押し車をひっくり返す (upset the applecart)」は、「計画を覆す」を意味する英語のことわざである。「リンゴの実はリンゴの木から遠くへは落ちない/遠くへは転がらない/近くに落ちる」はフィンランド、リトアニア、ロシアのことわざであり、「子供は長所も短所も親に似ている、蛙の子は蛙」の意味である。ロシアには「こういうリンゴの木でこういうリンゴ」ということわざもあり、「親が優れていれば子供も立派に育つ、この親にしてこの子あり」という意味である。ラトビアの「リンゴの木は根に虫がいると衰える」ということわざは、家庭における夫婦は根のようなものであり、夫婦の間にわだかまりがあると家庭が崩壊するという意味である。「赤きリンゴに投石する者、後を絶たず」はトルコのことわざであり、「人より秀でた人はとかく憎まれやすい、出る杭は打たれる」という意味である。ブルガリアの「赤いリンゴは虫食いリンゴ」やパキスタンの「赤いリンゴと敵の友情を信じてはいけない」ということわざは、「見た目や外観だけで人や物事を判断するな」という意味である。ナイジェリアの「良いリンゴはよく糞の上に落ちる」は、早死にした良い人に対する無念の気持ちやお悔やみを表すときに使われる。
上記のようにリンゴは健康に有用であると考えられており、英語には「1日1個のリンゴで医者いらず (An apple a day keeps the doctor away)」という言葉がある。このことわざは、1866年に記録されているウェールズのことわざである「寝る前にリンゴを食べると、医者はパンを稼げなくなる (Eat an apple on going to bed and you’ll keep the doctor from earning his bread)」に由来すると考えられており、20世紀初頭に今の形で記録されている。禁酒運動によってシードル用の需要を失った米国のリンゴ農家は、リンゴ栽培を守るためにこの言葉を広めてリンゴのイメージアップに努めたとされる。類似したことわざは、スペイン（「毎日のりんご一個は医者の費用を節約できる」）や中国（「りんごを食べると医者いらず」）にもある。
「リンゴ磨き (apple polisher)」は「お世辞を言って媚びること」を意味する米国のイディオムであり、小学校で先生に気に入ってもらうために磨いたリンゴをプレゼントすることが流行したことに由来する。「目の中にリンゴ (apple of my eye)」は「非常に大切なもの」を意味する。北朝鮮の庶民は、出身成分の「動揺階層」を、うわべだけが赤いという意味で（皮が赤く中身が白い）「りんご」と呼ぶ。
日本では、リンゴの日は「いいリンゴ (1105)」の語呂合わせで11月5日とされている。

### 絵文字
ユニコード (Unicode) には、リンゴを示した絵文字が登録されている。
| 記号 | Unicode | JIS X 0213 | 文字参照            | 名称        |
| ---- | ------- | ---------- | ------------------- | ----------- |
| 🍎   | U+1F34E | -          | &#x1F34E; &#127822; | RED APPLE   |
| 🍏   | U+1F34F | -          | &#x1F34F; &#127823; | GREEN APPLE |